# Đế quốc Mông Cổ
Đế quốc Mông Cổ, tên chính thức là Đại Mông Cổ Quốc (tiếng Mông Cổ: Монголын эзэнт гүрэн, đã Latinh hoá: Mongol-yn Ezent Güren IPA: [mɔŋɡ(ɔ)ɮˈiːŋ ɛt͡sˈɛnt ˈɡurəŋ] ⓘ) là đế quốc du mục lớn nhất trong lịch sử, từng tồn tại trong các thế kỷ 13 và 14. Khởi đầu trên vùng thảo nguyên Trung Á, đế quốc cuối cùng đã trải dài từ Đông Âu đến biển Nhật Bản, bao gồm nhiều phần rộng lớn của Siberia ở phía bắc và mở rộng về phía nam đến Đông Nam Á, tiểu lục địa Ấn Độ, cao nguyên Iran, và Trung Đông. Ở thời điểm đỉnh cao, đế quốc Mông Cổ trải dài 9.700 km (6.000 mi), diện tích lãnh thổ lên tới 24.000.000 km2 (9.300.000 dặm vuông Anh)  và thống trị 100 triệu dân.
Đế quốc Mông Cổ xuất hiện khi các bộ lạc Mông Cổ và Đột Quyết trên khu vực Mông Cổ lịch sử thống nhất dưới quyền lãnh đạo của Thành Cát Tư Hãn. Thành Cát Tư Hãn đã được tuyên bố là người cai trị của toàn thể người Mông Cổ vào năm 1206. Đế quốc phát triển nhanh chóng dưới quyền cai trị của ông cùng các hậu duệ về sau này, họ đã tiến hành các cuộc xâm lược theo mọi hướng. Đế quốc liên lục địa rộng lớn này đã kết nối phương Đông và phương Tây với việc thi hành hòa bình kiểu Mông Cổ, cho phép mậu dịch, công nghệ, hàng hóa, ý thức hệ trở nên phổ biến và được trao đổi khắp lục địa Á-Âu.
Đế quốc bắt đầu phân liệt do hậu quả của các cuộc chiến tranh kế vị, khi các cháu nội của Thành Cát Tư Hãn tranh chấp về việc liệu dòng Đại hãn nên theo dòng của vị con trai kế vị Oa Khoát Đài (Ögedei), hay theo dòng của một trong số những người con trai khác của Thành Cát Tư Hãn như Đà Lôi (Tolui), Sát Hợp Đài (Chagatai), hay Truật Xích (Jochi). Dòng hậu duệ của Đà Lôi đã thắng thế sau một cuộc thanh trừng đẫm máu bè phái dòng hậu duệ của Oa Khoát Đài và dòng hậu duệ của Sát Hợp Đài, song tranh chấp đã tiếp diễn và thậm chí diễn ra ngay trong dòng hậu duệ của Đà Lôi. Khi một vị Đại hãn băng hà, các đại hội Hốt lý lặc thai (kurultai) kình địch có thể đồng thời bầu lên những người kế vị khác nhau, như trường hợp hai huynh đệ A Lý Bất Ca (Ariq Böke) và Hốt Tất Liệt (Kublai), họ đều được bầu làm Đại hãn và sau đó đã không những chỉ phải đối phó với nhau, mà còn đối diện với những thách thức từ những hậu duệ khác của Thành Cát Tư Hãn. Hốt Tất Liệt đã thành công trong việc đoạt lấy quyền lực, nội chiến đã xảy ra sau đó khi Hốt Tất Liệt tìm cách giành lại quyền kiểm soát đối với hai dòng hậu duệ của Sát Hợp Đài và Oa Khoát Đài, song đã không thành công.
Vào thời điểm Hốt Tất Liệt băng hà năm 1294, Đế quốc Mông Cổ bị phân chia thành bốn hãn quốc hay đế quốc riêng biệt, mỗi một hãn quốc theo đuổi lợi ích và mục tiêu riêng của mình: Hãn quốc Kim Trướng ở phía Tây Bắc, Hãn quốc Sát Hợp Đài ở Trung Á, Hãn quốc Y Nhi ở phía Tây Nam, và triều Nguyên ở khu vực Đông Á định đô tại khu vực Bắc Kinh ngày nay. Năm 1304, ba hãn quốc phía tây trong một thời gian ngắn chấp nhận quyền bá chủ của triều Nguyên, song đến khi triều đại này bị triều Minh của người Hán lật đổ vào năm 1368, đế quốc Mông Cổ chính thức tan rã.

## Quốc hiệu
Trong tiếng Mông Cổ, từ "Đế quốc Mông Cổ" là ᠶᠡᠬᠡ
ᠮᠣᠩᠭᠣᠯ
ᠤᠯᠤᠰ "Ikh mongol uls" (Đại Mông Cổ Quốc) Trong thập niên 1240, Quý Do Hãn viết một bức thư cho Giáo hoàng Innôcentê IV với lời tựa là "Đạt-lai (lớn/đại dương) Khả-hãn của Đại Mông Cổ Quốc (ulus)".
Sau khi cuộc chiến tranh giành quyền kế vị giữa Hốt Tất Liệt Hãn và em trai ông ta là A Lý Bất Ca kết thúc, cuộc chiến giới hạn quyền lực thực sự của Hốt Tất Liệt chỉ ở trên phần phía đông của Đế quốc, Hốt Tất Liệt Hãn chính thức ban chiếu chỉ vào ngày 18 tháng 12 năm 1271, đặt quốc hiệu là "Đại Nguyên" (hay Dai on Ulus) để thành lập Nhà Nguyên, mặc dù một số nguồn tài liệu chỉ ra rằng tên đầy đủ theo tiếng Mông Cổ là "Dai Ön Yehe Monggul Ulus".

## Lịch sử

### Thời kỳ tiền đế quốc
Vùng đất ở khu vực Mông Cổ, Mãn Châu và một số phần thuộc Hoa Bắc được đặt dưới sự thống trị của triều đại Liêu kể từ thế kỷ 10. Năm 1125, triều đại Kim được thành lập với việc người Nữ Chân lật đổ triều đại Liêu, và họ cố gắng giành kiểm soát các vùng đất trước đây của Liêu ở Mông Cổ. Tuy nhiên, những vị hoàng đế triều Kim đã bị liên minh Mông Ngột Quốc đẩy lui. Liên minh này do Cát Bất Lặc Hãn (Khabul Khan), là cụ nội của Thiết Mộc Chân (tức Thành Cát Tư Hãn), lãnh đạo. Lúc đó, 5 liên minh bộ lạc hùng mạnh thống trị cao nguyên Mông Cổ là: Khắc Liệt (Kereit), Mông Cổ, Nãi Man (Naiman), Miệt Nhi Khất (Mergid) và Thát Đát (Tatar). Các hoàng đế triều Kim sử dụng chính sách chia để trị, khuyến khích tranh chấp giữa các bộ lạc, đặc biệt là giữa người Thát Đát và Mông Cổ, nhằm giữ cho các bộ lạc du mục bị phân tâm trong cuộc chiến giữa họ. Yêm Ba Hài Hãn (Ambaghai Khan) là người kế vị Cát Bất Lặc Hãn, ông đã bị người Thát Đát bội phản và bị trao cho triều Kim để hành quyết. Người Mông Cổ đã trả thù bằng cách tấn công biên giới Kim, quân Kim phản công vào năm 1143 song thất bại. Năm 1147, triều Kim phần nào thay đổi chính sách của họ, ký kết một hòa ước với người Mông Cổ và rút khỏi khoảng hai chục thành. Sau đó, người Mông Cổ tấn công người Thát Đát để trả thù cho cái chết của Yêm Ba Hài Hãn, mở ra một thời kì thù địch lâu dài giữa hai bên. Quân Kim và quân Thát Đát đã đánh bại quân Mông Cổ vào năm 1161.

### Thành Cát Tư Hãn

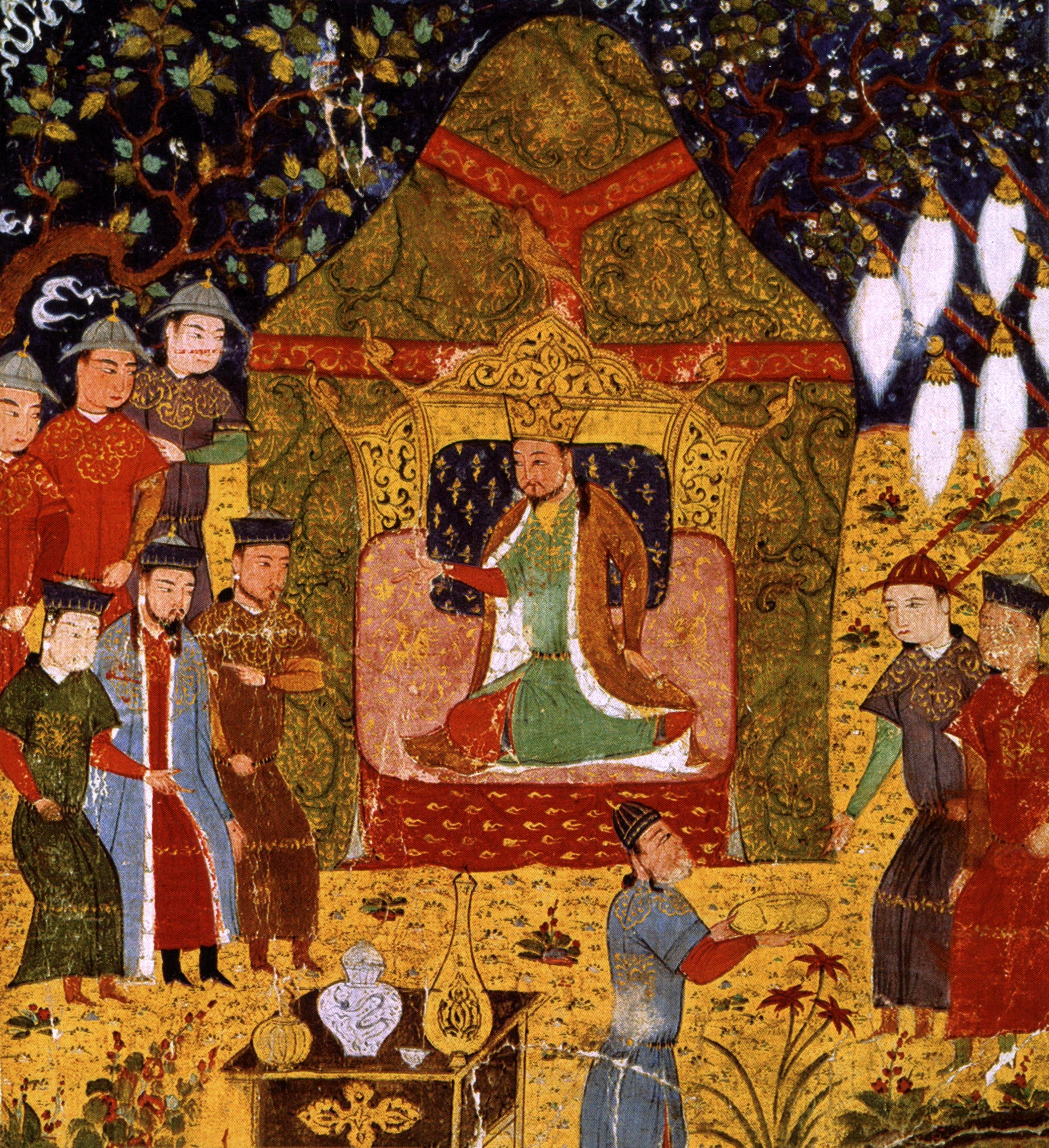
Thành Cát Tư Hãn đăng cơ ở một khu vực ven bờ sông Onon, hình trong Jami' al-tawarikh

Thành Cát Tư Hãn có tên thời thơ ấu là Thiết Mộc Chân (Temujin), ông là con của tù trưởng Dã Tốc Cai (Yesugei) thuộc bộ lạc Thái Xích Ô (Tayichiud). Ông đã phải trải qua một tuổi thơ khó khăn, và khi người vợ trẻ của ông là Bột Nhi Thiếp (Börte) bị một bộ tộc thù địch bắt cóc, Thiết Mộc Chân đã thống nhất các bộ lạc du mục, trước đó vốn là các bộ tộc người Mông Cổ - Đột Quyết thù địch nhau, dưới sự lãnh đạo của ông bằng các thủ đoạn chính trị và sức mạnh quân sự. Những đồng minh mạnh nhất của ông là người bạn của cha ông, tù trưởng bộ lạc Khắc Liệt là Vương Hãn Thoát Oát Lân (Wang Khan Toghoril), và người anh em kết nghĩa (anda) từ thời thơ ấu của Thiết Mộc Chân là Trát Mộc Hợp (Jamukha) của bộ lạc Trát Đạt Lan (Jadran). Với sự giúp đỡ của họ, Thiết Mộc Chân đã tiêu diệt bộ lạc Miệt Nhi Khất, giải cứu người vợ Bột Nhi Thiếp, và sau đó tiến tới tiêu diệt người Nãi Man và Thát Đát.
Thiết Mộc Chân ra luật cấm các hành vi cướp bóc kẻ thù mà chưa có sự cho phép, và ông đã chia các chiến lợi phẩm cho các chiến binh Mông Cổ và gia đình họ thay vì đưa hết chúng cho tầng lớp quý tộc. Vì vậy ông được mang tước hiệu Hãn. Tuy nhiên, các chính sách này đã khiến ông trở nên xung khắc với những người chú của mình, họ cũng là những người kế vị hợp pháp của ngai vàng, và họ xem Thiết Mộc Chân không phải là nhà lãnh đạo mà chỉ đơn thuần là một kẻ tiếm quyền xấc láo. Phạm vi tranh chấp đã lan rộng sang các tướng lĩnh và cộng sự khác của ông, và một số người Mông Cổ từng liên minh với ông đã quay sang phản bội. Chiến tranh đã xảy ra sau đó,song Thiết Mộc Chân và các lực lượng vẫn trung thành với ông đã chiếm ưu thế, rồi đánh bại tất cả các bộ lạc kình địch còn lại và đưa họ dưới sự cai trị của ông trong khoảng thời gian 1203–1205. Năm 1206, Thiết Mộc Chân lên ngôi Khả Hãn của Yekhe Mongol Uls (Đại Mông Cổ Quốc) tại một đại hội Hốt lý lặc thai (Kurultai). Cũng ở đó, ông lấy tước hiệu là "Thành Cát Tư Hãn" (Genghis Khan) thay thế cho các tước hiệu bộ lạc kiểu cũ như là Cúc Nhi Hãn (Gur Khan) hay Tháp Dương Hãn (Tayang Khan). Sự kiện này đã đánh dấu sự khởi đầu của Đế quốc Mông Cổ.

### Tổ chức ban đầu
Thành Cát Tư Hãn đã cải tiến nhiều phương pháp tổ chức quân đội của mình. Ông chia quân đội thành các đội nhỏ theo hệ thống thập phân gồm có arban (10 người), zuun (100 người), myangan (1000 người) và tumen (10.000 người). Đơn vị Khiếp bệ hay Cấm quân được thành lập và được chia thành các đội canh gác ban ngày (khorchin, torghud) hay ban đêm (khevtuul). Ông ban thưởng cho những người đã trung thành với ông và cất nhắc họ lên những vị trí cấp cao, như cho họ đứng đầu các đơn vị quân đội và quân ngự lâm, mặc dù rất nhiều trong số các đồng minh của ông xuất phát từ những thị tộc có cấp bậc rất thấp kém. So với số những đơn vị mà Thành Cát Tư Hãn bổ nhiệm chỉ huy là người trung thành với mình, thì số lượng những người trong gia tộc của Thành Cát Tư Hãn được bổ nhiệm là khá ít. Ông ban hành một luật mới cho Đế quốc, gọi là Ikh Zasag hay Yassa, và đã luật hóa mọi thứ liên quan đến cuộc sống thường nhật và những công việc chính trị của dân du mục vào thời điểm đó. Ông cấm việc buôn bán phụ nữ, trộm cắp tài sản, đánh nhau giữa những người Mông Cổ và săn bắn động vật trong mùa sinh sản.
Ông cũng bổ nhiệm em nuôi ông là Thất Cát Hốt Thốc Hốt (Shikhikhutug) làm tối cao đoạn sự quan (jarughachi), ra lệnh cho ông ta chép sử của Đế chế. Ngoài những bộ luật về gia đình, lương thực và quân đội, Thành Cát Tư cũng cho thực hiện tự do tôn giáo và khuyến khích nội, ngoại thương. Ông cũng miễn thuế cho giới tăng lữ và người nghèo. Vì vậy, Hồi giáo, Phật giáo và Cơ-đốc giáo từ Mãn Châu, Hoa Bắc, Ấn Độ và Ba Tư đã có liên hệ với Thành Cát Tư Hãn rất lâu trước những cuộc chinh phục của ông. Ông cũng khuyến khích việc học chữ, lấy chữ cái Duy Ngô Nhĩ để tạo thành chữ cái Duy Ngô Nhĩ – Mông Cổ cho Đế quốc. Ông cũng ra lệnh cho một người Duy Ngô Nhĩ là Tháp Tháp Thống A (Tatatunga, 塔塔統阿), trước đây từng phục vụ cho Hãn của người Nãi Man, làm thầy dạy những người con của mình.
Thành Cát Tư Hãn nhanh chóng có những xung đột với triều Kim của người Nữ Chân và triều Tây Hạ của người Đảng Hạng ở Bắc Trung Hoa. Về phía Tây, do Đế quốc Khwarezm khiêu khích, ông cũng tiến quân tới vùng Trung Á, tàn phá Transoxiana và đông Ba Tư, sau đó tấn công bất ngờ Rus Kiev (một nhà nước tiền thân của Nga, Belarus và Ukraina) và Kavkaz.
Trước khi băng hà, Thành Cát Tư Hãn đã chia Đế quốc của mình cho các con trai và những họ hàng gần. Khiến cho Đế quốc Mông Cổ trở thành sở hữu chung của toàn bộ hoàng tộc, và họ cùng với quý tộc Mông Cổ tạo thành giai cấp thống trị.

### Bành trướng dưới thời Oa Khoát Đài

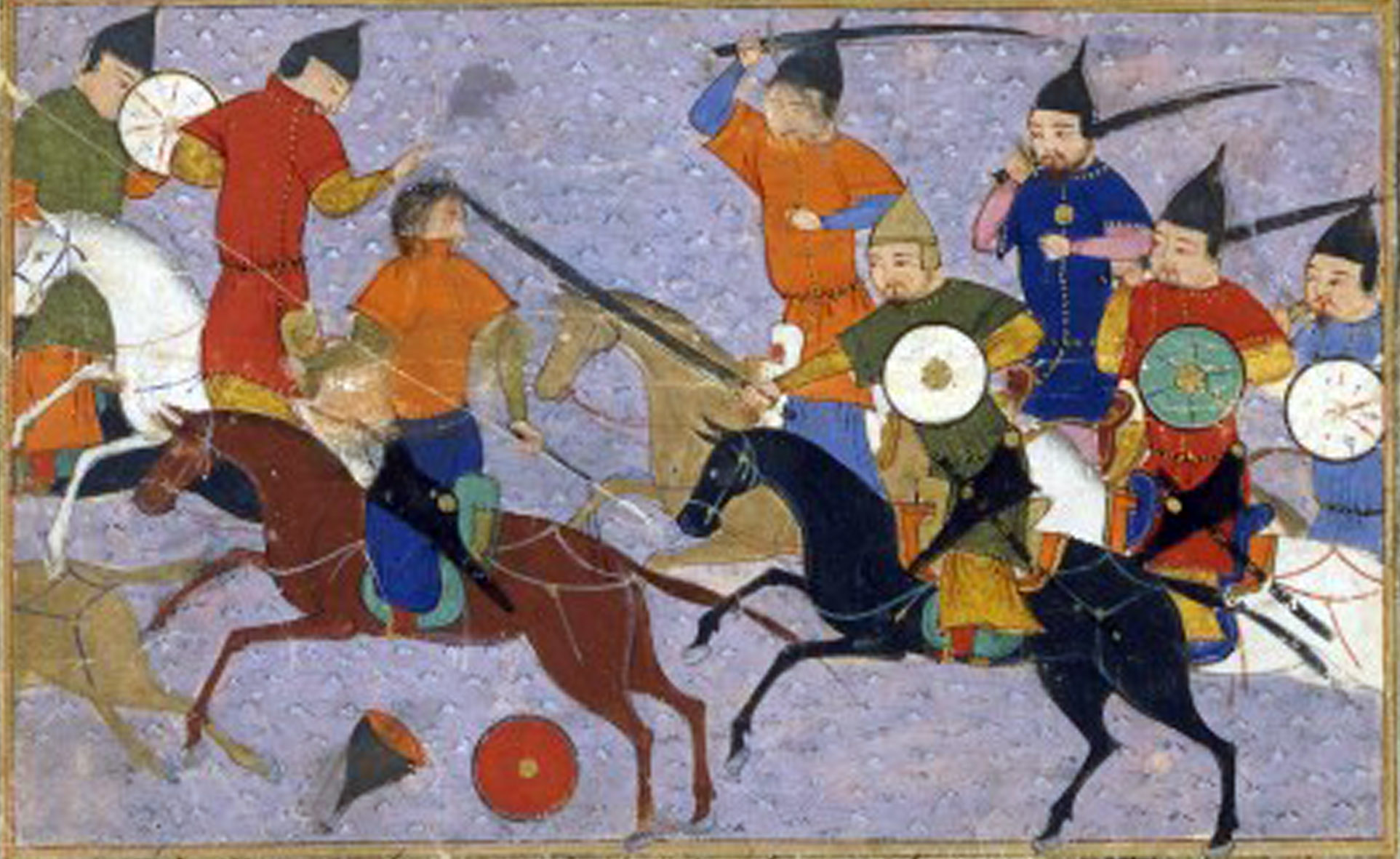
Giao chiến giữa quân Mông Cổ và quân Kim trong chiến dịch Dã Hồ Lĩnh năm 1211, diễn ra ở khu vực nay thuộc Trương Gia Khẩu

Đế quốc Mông Cổ bắt nguồn từ Trung Á, với sự thống nhất các bộ lạc người Mông Cổ và người Đột Quyết. Dưới sự lãnh đạo của Thành Cát Tư Hãn, Đế quốc đã mở rộng về phía tây qua châu Á tới vùng Trung Đông, và châu Âu; về phía nam đến Ấn Độ và Trung Hoa; và về phía đông tới bán đảo Triều Tiên, và tiến vào Đông Nam Á.
Thành Cát Tư Hãn băng hà năm 1227, lúc đó Đế quốc Mông Cổ đã cai trị một vùng lãnh thổ từ Thái Bình Dương tới Biển Caspi – diện tích rộng gấp đôi Đế quốc La Mã và các Khalip Hồi giáo. Thành Cát Tư chỉ định người con trai thứ ba có uy tín của mình là Oa Khoát Đài làm người kế vị. Chức nhiếp chính vốn do em trai của Oa Khoát Đài là Đà Lôi nắm giữ, cho đến khi đại hội "Hốt lý lặc thai" chính thức bầu Oa Khoát Đài năm 1229.
Những hành động đầu tiên của Oa Khoát Đài là phái quân chinh phục người Bashkir, người Bulgar và các quốc gia khác ở những thảo nguyên dưới sự kiểm soát của người Kipchak. Ở phía đông, quân đội của Oa Khoát Đài tái thiết lập quyền lực của người Mông Cổ ở Mãn Châu, đè bẹp chế độ Đông Hạ và người Thủy Thát Đát. Năm 1230, Đại hãn thân chinh thống lĩnh quân đội trong chiến dịch chống lại triều Kim. Danh tướng Tốc Bất Đài (Subotai) của Oa Khoát Đài đã chiếm được đế đô Khai Phong của Hoàng Đế Kim Ai Tông Hoàn Nhan Thủ Tự vào năm 1232. Năm 1234, ba lộ quân Mông Cổ đã xâm lược nam Trung Hoa. Với sự giúp đỡ của Nam Tống, người Mông Cổ đã tiêu diệt triều Kim vào năm 1234. Ở phía Tây, tướng của Oa Khoát Đài là Xước Nhi Mã Hãn (Chormaqan), đã tiêu diệt Jalal ud-Din Menguberdi, vị shah cuối cùng của Đế quốc Khwarezm. Những tiểu quốc ở Nam bộ Ba Tư đều tự nguyện thần phục người Mông Cổ. Ở Đông Á, người Mông Cổ đã tiến hành một số chiến dịch tấn công vào Cao Ly, nhưng cố gắng của Oa Khoát Đài trong việc sáp nhập bán đảo Triều Tiên vào Đế quốc không được thành công lắm. Quốc vương Cao Tông của Cao Ly đã đầu hàng nhưng lại nổi dậy và đồ sát các Đạt lỗ hoa xích người Mông Cổ và những người Cao Ly thân Mông Cổ, sau đó dời kinh đô từ Khai Thành đến đảo Giang Hoa. Khi đế quốc phát triển lớn mạnh, Oa Khoát Đài cho xây dựng một đế đô tại Karakorum (Cáp Lạp Hòa Lâm) ở tây bắc Mông Cổ.
Trong một cuộc tấn công Nam Tống, quân Mông Cổ đã chiếm được Tương Dương, Trường Giang và Tứ Xuyên, nhưng không thể bảo vệ các nơi vừa chiếm được. Các tướng Nam Tống đã lấy lại Tương Dương từ tay người Mông Cổ vào năm 1239. Sau cái chết đột ngột của con trai Oa Khoát Đài là Khoát Xuất (Kochu, 闊出) ở đất Trung Hoa, người Mông Cổ rút khỏi nam Trung Hoa, nhưng anh Khoát Xuất là Hoàng tử Khoát Đoan (Koten, 闊端) đã xâm lược Tây Tạng sau cuộc rút lui đó.
Một người cháu nội khác của Thành Cát Tư là Bạt Đô Hãn (Batu Khan), con của Truật Xích (Jochi), đã đem quân tràn qua các nước của người Bulgar, người Alan, người Kupchak, người Bashkir, người Mordvin, người Chuvash, và những quốc gia khác ở vùng thảo nguyên miền nam Nga. Đến năm 1237, người Mông Cổ bắt đầu xâm lấn công quốc của người Nga đầu tiên, là công quốc Ryazan. Sau 3 ngày bao vây với các cuộc tấn công ác liệt, người Mông Cổ đã chiếm được thành phố và thảm sát dân chúng, sau đó tiến tới tiêu diệt quân đội của Đại Công quốc Vladimir-Suzdal ở sông Sit. Người Mông Cổ chiếm thủ đô Maghas của Alania vào năm 1238. Đến năm 1240, tất cả các vùng đất Rus bao gồm Kiev đã nằm trong tay của những kẻ xâm lược châu Á ngoại trừ một vài thành phố phía bắc. Quân Mông Cổ dưới sự chỉ huy của Xước Nhi Mã Hãn ở Ba Tư đã liên kết cuộc xâm lược Ngoại Kavkaz của mình với cuộc xâm lược của Bạt Đô và Tốc Bất Đài, và ép các quý tộc người Gruzia và người Armenia cũng phải đầu hàng.

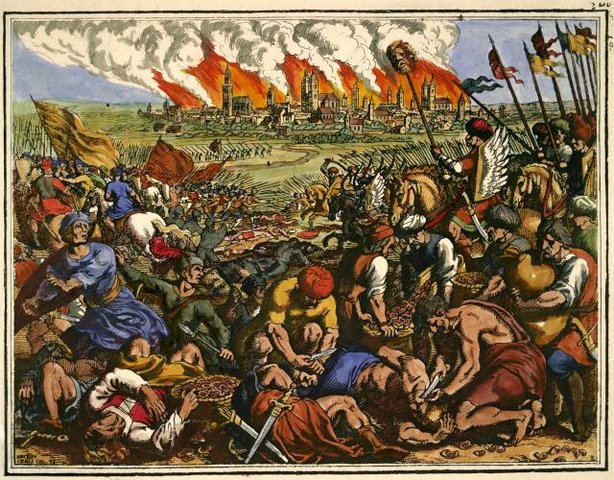
Tranh mô tả Trận Legnica năm 1241, diễn ra ở khu vực nay thuộc Ba Lan, giữa quân Mông Cổ và liên quân châu Âu

Mặc dù có dược những thành công quân sự, bất hòa vẫn tiếp diễn trong hàng ngũ tướng lĩnh cấp cao của Mông Cổ. Mối quan hệ của Bạt Đô với Quý Do- con trai cả của Oa Khoát Đài, và Bất Lý (Buri, 不里), cháu nội yêu quý của Sát Hợp Đài Hãn, vẫn căng thẳng, và làm cho bữa dạ tiệc mừng chiến thắng của Bạt Đô ở miền nam Nga trở nên tồi tệ. Nhưng Quý Do và Bất Lý sẽ chẳng thể làm tổn hại đến vị trí của Bạt Đô một khi thúc phụ của Bạt Đô là Oa Khoát Đài vẫn còn sống. Trong khi đó, Oa Khoát Đài tiếp tục những cuộc xâm lược vào tiểu lục địa Ấn Độ, tạm thời bao vây Uch, Lahore và Multan của các Vương quốc Hồi giáo Delhi và thiết lập một đồn giám sát của người Mông Cổ ở Kashmir. song cuộc xâm lược vào Ấn Độ cuối cùng đã bị đánh bại và người Mông Cổ phải rút quân. Ở Đông Bắc Á, Oa Khoát Đài đồng ý giải quyết xung đột với Cao Ly bằng việc biến Cao Ly thành một nước phụ thuộc và cử các công chúa Mông Cổ đến kết hôn với các vương tử Cao Ly. Ông tăng cường số khiếp bệ của mình bằng người Cao Ly thông qua các biện pháp ngoại giao và quân sự.
Cuộc tiến công vào châu Âu tiếp tục với những cuộc xâm lược Ba Lan, Hungary và Transilvania. Khi cánh quân Mông Cổ ở phía tây cướp phá các thành phố của Ba Lan, một khối liên minh châu Âu bao gồm người Ba Lan, người Moravia, và các thành viên quân sự Công giáo như các Hiệp sĩ Cứu tế, các Hiệp sĩ Teuton, và các Hiệp sĩ dòng Đền đã tập hợp lực lượng chống trả nhưng bị đánh bại tại Legnica. Quân Hungary, đồng minh Croatia của họ và các hiệp sĩ dòng Đền cũng bị quân Mông Cổ đánh tan ở bờ sông Sajo vào ngày 11 tháng 4 năm 1241. Sau khi chiến thắng trước các hiệp sĩ châu Âu ở Legnica và Muhi, quân Mông Cổ nhanh chóng tiến quân qua Bohemia, Serbia, Babenberg (Áo) và tiến vào Đế quốc La Mã Thần thánh. Nhưng trước khi quân của Bạt Đô tiến vào Wien và miền bắc Albania, ông nhận được tin về cái chết của Oa Khoát Đài vào tháng 12 năm 1241 và cuộc xâm lược tạm thời dừng lại. Theo truyền thống của quân đội Mông Cổ, tất cả các hoàng thân thuộc dòng dõi Thành Cát Tư Hãn phải tham gia vào đại hội "Hốt lý lặc thai" để chọn ra một người kế vị. Bạt Đô và cánh quân Mông Cổ phía tây của ông rút khỏi Trung Âu vào năm sau đó.

### Những cuộc tranh giành quyền lực thời hậu Oa Khoát Đài

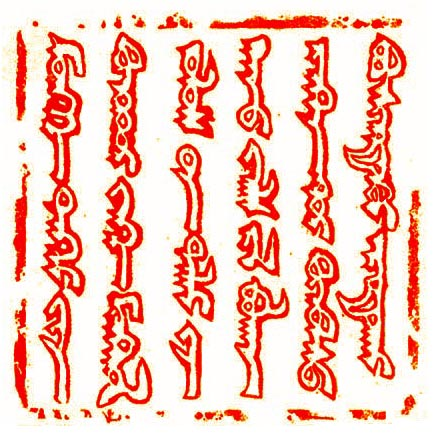
Dấu ấn trong bức thư Quý Do Hãn gửi cho Giáo hoàng Innôcentê IV năm 1246

Sau cái chết của Oa Khoát Đài Đại hãn vào năm 1241, và trước khi tổ chức đại hội Hốt lý lặc thai tiếp theo, góa phụ của Oa Khoát Đài là Thoát Liệt Ca Na (Toregene) đã tiếp quản Đế quốc. Bà ngược đãi những vị quan người Khiết Đan và người Hồi giáo của chồng mình, thay vào đó trọng dụng những đồng minh của bà. Bà cho xây các cung điện, nhà thờ và các công trình xã hội trên tầm đế quốc, bảo trợ tôn giáo và giáo dục. Bà cũng chiến thắng các hầu hết các quý tộc Mông Cổ khác để hỗ trợ cho con trai của Oa Khoát Đài là Quý Do. Nhưng Bạt Đô, người cai trị Kim Trướng Hãn quốc, đã từ chối tham gia đại hội Hốt lý lặc thai, cáo bệnh và nói rằng thời tiết Mông Cổ quá khắc nghiệt đối với mình. Hậu quả là sự bế tắc kéo dài trong hơn 4 năm, và tạo ra sự chia rẽ khối thống nhất của Đế quốc.
Khi người em trai út của Thành Cát Tư Hãn là Thiết Mộc Ca (Temüge) đe dọa Thoát Liệt Ca Na nhằm cướp ngai vàng, Quý Do đã tới Cáp Lạp Hòa Lâm để cố gắng bảo vệ vị trí của mình. Bạt Đô cuối cùng cũng đồng ý gửi những huynh đệ và tướng lĩnh của mình tới đại hội Hốt lý lặc thai mà Thoát Liệt Ca Na triệu tập năm 1246. Quý Do khi đó bị ốm và mắc chứng nghiện rượu, nhưng những chiến dịch của ông ở Mãn Châu và châu Âu đã khiến ông thể hiện được rằng mình đủ khả năng cần thiết để trở thành một Đại hãn. Ông đã được bầu một cách hợp lệ trong một buổi lễ có sự tham dự của những người quyền cao chức trọng Mông Cổ và ngoại quốc đến từ cả bên trong và bên ngoài đế quốc- các lãnh đạo của các nước chư hầu và các đại diện từ thành La Mã và các thực thể khác, họ đến tham gia đại hội Hốt lý lặc thai để thể hiện sự kính trọng của mình và đàm phán ngoại giao.
Quý Do đã áp dụng một số biện pháp để giảm tình trạng tham nhũng, ông tuyên bố sẽ tiếp tục những chính sách của cha mình là Oa Khoát Đài, chứ không phải của Thoát Liệt Ca Na. Ông trừng phạt những người ủng hộ Thoát Liệt Ca Na, ngoại trừ A Nhi Hồn A Gia (Arghun Aqa). Ông cũng thay thế Cáp Lạt Húc Liệt (Khara Hulegu), Hãn của Sát Hợp Đài Hãn quốc, bằng người anh họ được ông sủng ái là Dã Tốc Mông Ca (Yesu Mongke) nhằm khẳng định quyền lực mới được trao của mình. Ông phục chức cũ cho các quan lại của cha mình và bao quanh ông là các đại thần người Duy Ngô Nhĩ, người Nãi Man và người Trung Á, đồng thời ông cũng ủng hộ những tướng lĩnh người Hán đã giúp cha ông trong việc chinh phục Bắc Trung Hoa. Ông tiếp tục các hoạt động quân sự ở Cao Ly, tiến quân vào Nam Tống ở phía nam và Iraq ngày nay ở phía tây, ra lệnh điều tra dân số trên toàn Đế quốc. Quý Do cũng chia Vương quốc Rum cho Izz-ad-Din Kaykawus và Rukn ad-Din Kilij Arslan, mặc dù Kaykawus không đồng ý với cách giải quyết này.
Không phải tất cả mọi nơi trên Đế quốc đều tôn trọng việc lựa chọn Quý Do. Cựu đồng minh cũ của Mông Cổ là Phái Assassin, đứng đầu là Đại giáo chủ Hasan Jalalud-Din đã quy phục Thành Cát Tư Hãn vào năm 1221, song nay tức giận Quý Do và từ chối phục tùng, thay vào đó đã giết các tướng Mông Cổ ở Ba Tư. Quý Do đã bổ nhiệm Dã Lý Tri Cát Đái (Eljigidei), cha của người bạn thân nhất của ông, làm tổng chỉ huy quân đội ở Ba Tư, với nhiệm vụ phải chinh phục được các thành trì của phong trào Hồi giáo Assasin, và chinh phục Đế quốc Abbas ở trung tâm thế giới Hồi giáo, Iran và Iraq.
Năm 1248, Quý Do tập trung thêm quân và xuất phát từ đế đô Cáp Lạp Hòa Lâm, đột ngột hành quân về phía tây. Không rõ lý do của hành động này: một số tài liệu viết rằng ông muốn thu hồi những tài sản riêng của mình ở Emyl; các tài liệu khác cho rằng có thể ông muốn cùng Dã Lý Tri Cát Đái tiến hành chinh phục toàn bộ vùng Trung Đông, hoặc có thể muốn bất ngờ tấn công người anh họ, đồng thời cũng là đối thủ của ông là Bạt Đô Hãn ở Nga. Nghi ngờ hành động tiến quân này của Quý Do, Toa Lỗ Hòa Thiếp Ni (Sorghaghtani), góa phụ của Đà Lôi, đã bí mật thông báo cho cháu bà là Bạt Đô về việc này. Bạt Đô trước đó đã tự mình đi về phía đông, có thể là để bày tỏ sự thần phục, cũng có thể có những kế hoạch khác. Tuy nhiên, trước khi hai lực lượng của Bạt Đô và Quý Do gặp nhau thì Quý Do, ốm và kiệt sức vì chuyến đi, đã chết trên đường đi ở Qum-Senggir (Hoàng Tương Ất Nhi) thuộc Tân Cương ngày nay, có thể là do bị đầu độc.
Góa phụ của Quý Do là Hải Mê Thất (Oghul Qaimish) đã từng bước nắm quyền kiểm soát Đế chế, nhưng bà không có đủ những kỹ năng chính trị như mẹ chồng Thoát Liệt Ca Na của mình, và hai con trai bà là Hốt Sát (Khoja, 忽察) và Não Hốt (Naku, 腦忽) cùng các hoàng thân khác cũng thách thức quyền lực của bà. Để quyết định ai sẽ lên ngôi Đại hãn, Bạt Đô đã triệu tập đại hội Hốt lý lặc thai ở lãnh địa của mình vào năm 1250. Vì nó cách xa khu trung tâm Mông Cổ, nên các thành viên của dòng Oa Khoát Đài và Sát Hợp Đài từ chối tham gia. Đại hội Hốt lý lặc thai đề nghị trao ngai vàng cho Bạt Đô, nhưng ông từ chối, nói rằng ông không quan tâm với vị trí đó. Thay vào đó, ông đề cử Mông Kha (Mongke), cháu nội của Thành Cát Tư, con của Đà Lôi. Mông Kha đang chỉ huy một đội quân Mông Cổ ở Nga, Bắc Kavkaz và Hungary. Phe ủng hộ dòng Đà Lôi phấn khởi và ủng hộ lựa chọn của Bạt Đô, và Mông Kha được chọn, mặc dù chỉ là được chọn bởi một hội đồng Hốt lý lặc thai hạn chế, tính hợp lệ của nó vì thế là không chắc chắn. Bạt Đô cử hai người em ông là Biệt Nhi Ca (Berke) và Thốc Hoa Thiếp Mộc Nhi (Tukhtemur), và người con trai Tát Lý Đáp (Sartaq) hộ tống Mông Kha đến một đại hội Hốt lý lặc thai mang tính chính thức hơn ở Kodoe Aral tại phần trung tâm Đế quốc. Những người ủng hộ Mông Kha đã mời Hải Mê Thất và những hoàng thân chính thuộc hai dòng Oa Khoát Đài và Sát Hợp Đài tham dự đại hội Hốt lý lặc thai, nhưng họ từ chối. Các hoàng thân dòng Oa Khoát Đài và Sát Hợp Đài không chấp nhận một hậu duệ của Đà Lôi làm đại hãn , vì họ cho rằng chỉ có hậu duệ của Oa Khoát Đài mới có thể trở thành Đại hãn.

### Cải cách của dòng Đà Lôi

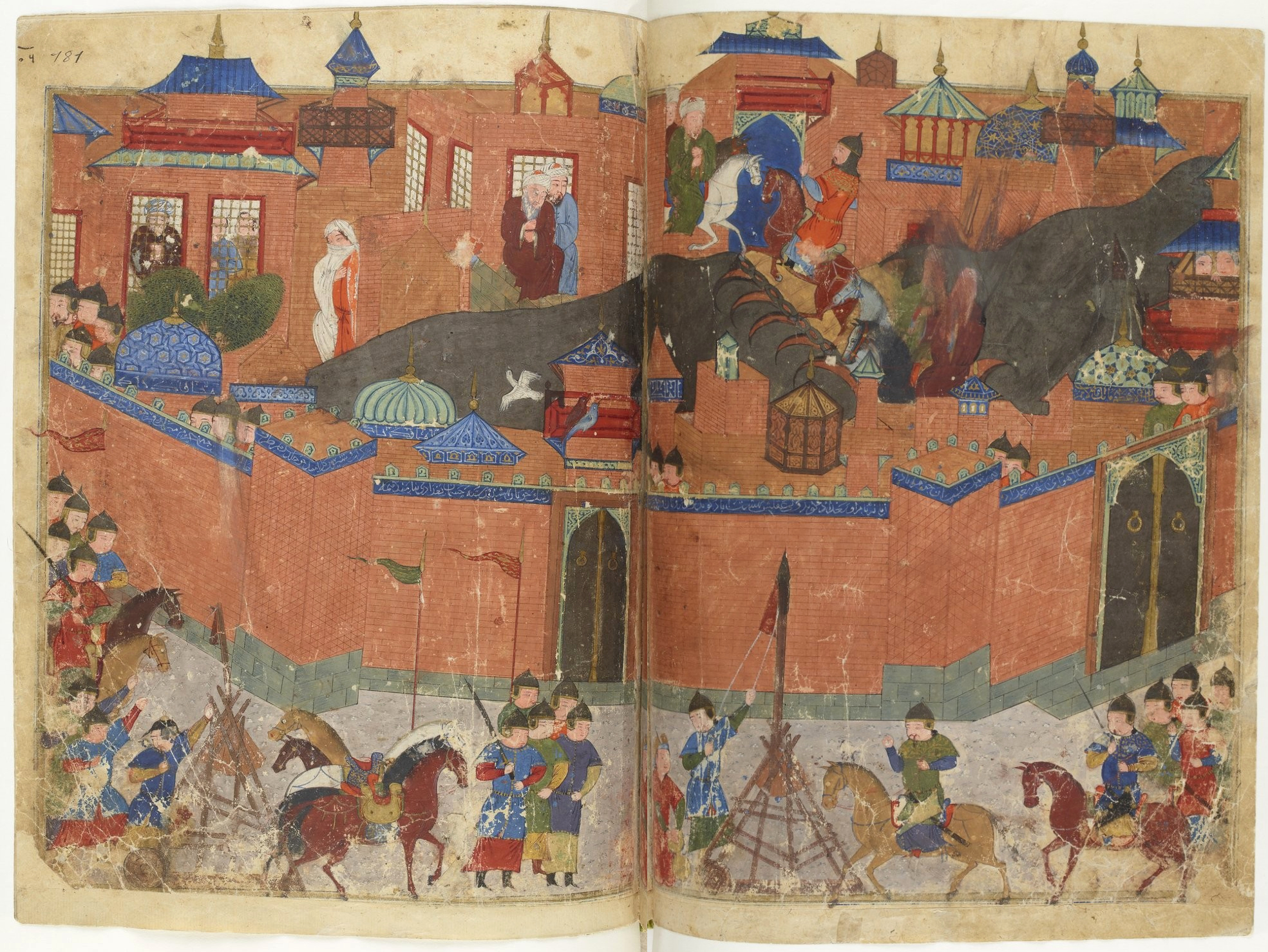
Quân Mông Cổ bao vây Baghdad năm 1258, thường được coi là một trong những sự kiện riêng lẻ thảm khốc nhất trong lịch sử của Hồi giáo

Khi mẹ của Mông Kha là Toa Lỗ Hòa Thiếp Ni và anh họ Biệt Nhi Ca của ông tổ chức một đại hội Hốt lý lặc thai thứ hai vào ngày 1 tháng 7 năm 1251, đại hội đã tuyên bố Mông Kha là Đại hãn của Đế quốc Mông Cổ. Sự kiện này đánh dấu một sự chuyển đổi trong hàng ngũ lãnh đạo của Đế quốc, quyền lực từ tay các hậu duệ của Oa Khoát Đài được chuyển cho các hậu duệ của Đà Lôi, cả hai dòng đều là hậu duệ trực hệ của Thành Cát Tư Hãn. Quyết định này được một vài hoàng thân dòng Oa Khoát Đài và Sát Hợp Đài chấp nhận, như anh họ của Mông Kha là Hợp Đan (Kadan) và hãn bị phế truất Cáp Lạt Húc Liệt, nhưng một trong những người có quyền kế vị hợp pháp khác, cháu nội của Oa Khoát Đài, Thất Liệt Môn (Shiremun, 失烈門), đã tìm cách lật đổ Mông Kha. Thất Liệt Môn dẫn quân của mình tiến về cung điện du mục của Đại hãn và âm mưu tiến hành một cuộc tấn công vũ trang, nhưng Mông Kha đã được người nuôi chim ưng của mình thông báo về âm mưu. Ông ra lệnh tiến hành một cuộc điều tra về âm mưu đó, dẫn tới một loạt các vụ xét xử lớn trên toàn Đế quốc. Nhiều thành viên quý tộc Mông Cổ bị tuyên bố có tội và bị xử tử, ước tính từ 77-300 người, song các hoàng thân mang dòng máu Thành Cát Tư Hãn thường bị đi đày hơn là xử tử. Mông Kha thu hồi các lãnh địa của hai dòng Oa Khoát Đài và Sát Hợp Đài và chia sẻ phần phía tây của Đế quốc với đồng minh của mình là Bạt Đô Hãn. Sau cuộc thanh trừng đẫm máu, Mông Kha ban lệnh ân xá với các tù nhân và những người bị giam giữ, nhưng kể từ đó về sau, ngôi Đại Hãn đều nằm chắc trong tay các hậu duệ của Đà Lôi.
Mông Kha là một người trung thành với luật lệ của tổ tiên và tránh uống rượu. Ông cũng là người khoan dung với các tôn giáo ngoại lai và các hình thức nghệ thuật, dẫn tới việc xây dựng các công trình ở khu thương nhân ngoại quốc, các ngôi chùa Phật giáo, các Thánh đường Hồi giáo và Nhà thờ Cơ-đốc giáo ở đế đô Mông Cổ. Khi các dự án xây dựng được tiếp tục, Cáp Lạp Hòa Lâm được trang hoàng bằng các kiến trúc Trung Hoa, châu Âu và Ba Tư. Một ví dụ nổi tiếng là một cái cây lớn bằng bạc với những chiếc ống được thiết kế tinh xảo và chứa nhiều loại đồ uống. Trên đỉnh của cây là một vị thần chiến thắng, do một thợ kim hoàn người Paris tên là Guilaume Boucher điêu khắc.
Mặc dù Mông Kha có một số quân người Hán hùng mạnh, nhưng ông chủ yếu vẫn dựa vào những tướng lĩnh và quan lại người Hồi giáo và Mông Cổ, và ông tiến hành một loạt các cải cách để dự trù tốt hơn những khoản chi của triều đình. Triều đình của ông hạn chế những khoản chi tiêu công và cấm quý tộc cùng binh lính lạm dụng sức lao động của dân chúng hay ban hành các sắc lệnh mà không được sự cho phép. Ông đã giảm nhẹ chế độ đóng góp bằng việc đưa ra một loại thế thân cố định do các viên chức triều đình thu và phát cho những nhóm cần đến. Triều đình cũng cố gắng giảm gánh nặng thuế má đối với những người bình dân bằng việc giảm mức thuế. Cùng với những cải cách về chế độ thuế, ông cũng tăng số lính canh ở những trạm trung chuyển và tiến hành kiểm soát tập trung đối với những việc liên quan đến tiền tệ. Mông Kha cũng ra lệnh điều tra dân số trên toàn Đế quốc vào năm 1252, và điều này đã phải mất nhiều năm mới hoàn thành, cho đến khi thống kê xong dân số ở Novgorod thuộc miền viễn tây bắc vào năm 1258.
Trong một động thái nhằm củng cố quyền lực khác của Mông Kha, ông đã bổ nhiệm các em trai là Húc Liệt Ngột (Hulegu) và Hốt Tất Liệt (Kublai) đi cai trị Ba Tư và vùng đất Trung Hoa đang bị Mông Cổ chiếm. Ở phần nam của Đế quốc, ông tiếp tục những cuộc chinh phạt của tiền nhân chống lại Nam Tống. Để đánh vào sườn quân Tống từ 3 hướng, Mông Kha đã phái một đội quân Mông Cổ dưới sự chỉ huy của em ông là Hốt Tất Liệt tới Vân Nam, và một đội quân nữa đi chinh phục Cao Ly và tạo ra một sức ép lên quân Tống từ các hướng này. Hốt Tất Liệt chinh phục Vương quốc Đại Lý vào năm 1253, tướng của Mông Kha là Hoát Lý Đài (Qoridai, 豁里台) đã ổn định sự cai trị của đế quốc ở Tây Tạng, thuyết phục các tu viện khuất phục quyền cai trị của người Mông Cổ. Con trai Tốc Bất Đài là Ngột Lương Hợp Thai (Uryankhadai) đã chinh phục các dân tộc lân cận ở Vân Nam, sau đó tiến sang xâm lược Đại Việt vào năm 1258. Quân Mông Cổ bị quân Đại Việt do vua Trần Thái Tông chỉ huy đánh bại; sau đó, Trần Thái Tông chấp nhận 3 năm triều cống 1 lần để giữ hòa hiếu.
Sau khi ổn định tình hình tài chính của Đế quốc, Mông Kha một lần nữa lại cố gắng mở rộng biên giới. Trong đại hội Hốt lý lặc thai tại Cáp Lạp Hòa Lâm năm 1253 và năm 1258, ông phê chuẩn một cuộc xâm lược mới vào Trung Đông và Hoa Nam. Mông Kha giao cho Húc Liệt Ngột toàn quyền chỉ huy quân đội và nội vụ ở Ba Tư, và bổ nhiệm người của dòng Sát Hợp Đài và dòng Truật Xích tham gia vào quân đội của Húc Liệt Ngột. Những người Hồi giáo từ Qazvin đã thông báo về mối đe dọa từ Nizari Ismaili, một giáo phái Hồi giáo Shia dị giáo. Chỉ huy quân Mông Cổ thuộc tộc Nãi Man là Khiếp Đích Bất Hoa (Kitbuqa) bắt đầu tấn công nhiều pháo đài của Ismaili vào năm 1253, trước khi Húc Liệt Ngột tiến quân một cách thận trọng năm 1256. Đại Giáo chủ Ismaili là Rukn ud-Din đã đầu hàng năm 1257 và bị hành quyết. Tất cả những thành trì của Ismaili ở Ba Tư đều bị quân Húc Liệt Ngột phá hủy năm 1257, mặc dù Girdukh vẫn còn kiên trì chống cự tới tận năm 1271.
Trung tâm của Đế quốc Hồi giáo lúc đó là Baghdad, thể chế ở đó đã nắm giữ vị trí quyền lực trong 500 năm nhưng lúc này đang bị chia rẽ nội bộ. Khi Khalip Al-Musta'sim từ chối khuất phục người Mông Cổ, quân Mông Cổ đã bao vây và chiếm Baghdad năm 1258, một sự kiện thường được coi là nằm trong các sự kiện thảm khốc nhất trong lịch sử Hồi giáo. Với việc dòng Triều đại Khalip Abbas bị tiêu diệt, Húc Liệt Ngột đã khai thông một con đường tới Syria và chiến tranh chống những thế lực Hồi giáo khác trong khu vực. Quân đội của ông hướng về Syria của Vương triều Ayyub, chiếm một số tiểu quốc bản địa trên đường đi. Sultan An-Nasir Yusuf của triều Ayyub đã từ chối trình diện trước Húc Liệt Ngột; tuy nhiên, ông đã chấp nhận uy quyền tối cao của người Mông Cổ hai thập kỉ trước đó. Khi Húc Liệt Ngột tiến xa hơn về phía tây, người Armenia từ Cilicia, người Seljuk từ Rum và các vương quốc Cơ Đốc giáo ở Antioch và Tripoli đã thần phục quyền lực của người Mông Cổ, tham gia vào quân đội Mông Cổ trong cuộc chiến chống người Hồi giáo. Trong khi một số thành phố đầu hàng mà không kháng cự, thì những thành phố khác như Mayafarriqin đã chống trả, dân chúng của những thành phố đó bị thảm sát và bản thân thành phố bị cướp phá.
Trong lúc đó, ở phần tây bắc của Đế chế, người kế vị Bạt Đô là em trai Biệt Nhi Ca, ông đã tiến hành một cuộc viễn chinh ác liệt vào Ukraina, Belarus, Litva và Ba Lan. Mối bất đồng đã bắt đầu nhen nhóm giữa phần tây bắc và phần tây nam của Đế quốc Mông Cổ khi Bạt Đô cho rằng cuộc xâm lược của Húc Liệt Ngột ở Tây Á sẽ làm lu mờ đi ưu thế của bản thân Bạt Đô ở đó.

### Sự chia rẽ

#### Tranh chấp về kế vị
Ở phần phía nam của Đế quốc, Mông Kha Hãn đã tự mình thống lĩnh quân đội nhằm hoàn thành việc chinh phục Trung Hoa. Các hoạt động quân sự dù nói chung là thành công, song lại kéo dài, quân Mông Cổ đã không rút về phía Bắc khi thời tiết trở nên nóng nực theo truyền thống. Người Mông Cổ bắt đầu bị bệnh dịch và bản thân Mông Kha đã băng hà trên đất Trung Hoa vào ngày 11 tháng 8 năm 1259. Sự kiện này đã bắt đầu một chương mới đẫm máu trong lịch sử của người Mông Cổ, một lần nữa họ lại cần lựa chọn Đại hãn mới, và các đội quân Mông Cổ trên toàn Đế quốc phải từ bỏ các chiến dịch của họ để một lần nữa triệu tập một đại hội Hốt lý lặc thai mới.
Khi em của Mông Kha là Húc Liệt Ngột nhận được hung tin, ông đã từ bỏ những thành công quân sự của mình ở Syria, và rút phần lớn quân đội về Mughan, chỉ để lại một lực lượng nhỏ dưới quyền chỉ huy của Khiếp Đích Bất Hoa. Hai lực lượng đối kháng ở trong vùng lúc đó là Thập Tự quân Công giáo và quân Mamluk Hồi giáo, đã thỏa thuận về việc ngừng chiến bất thường với nhau vì họ đều nhận thấy rằng người Mông Cổ là mối đe dọa lớn hơn. Lợi dụng tình trạng yếu đi của lực lượng Mông Cổ, quân Mamluk tiến về Ai Cập, được phép lập trại và được tiếp tế gần thành trì Cơ-đốc giáo ở Acre, và đụng độ với lực lượng của Khiếp Đích Bất Hoa ở phía bắc Galilee, trong trận Ain Jalut năm 1260. Người Mông Cổ thua trận, và Khiếp Đích Bất Hoa bị giết. Trận chiến này đánh dấu sự giới hạn ở phía tây của Đế quốc Mông Cổ, vì người Mông Cổ từ đó không bao giờ có thể tiến hành một hoạt động quân sự xa hơn Syria nữa.

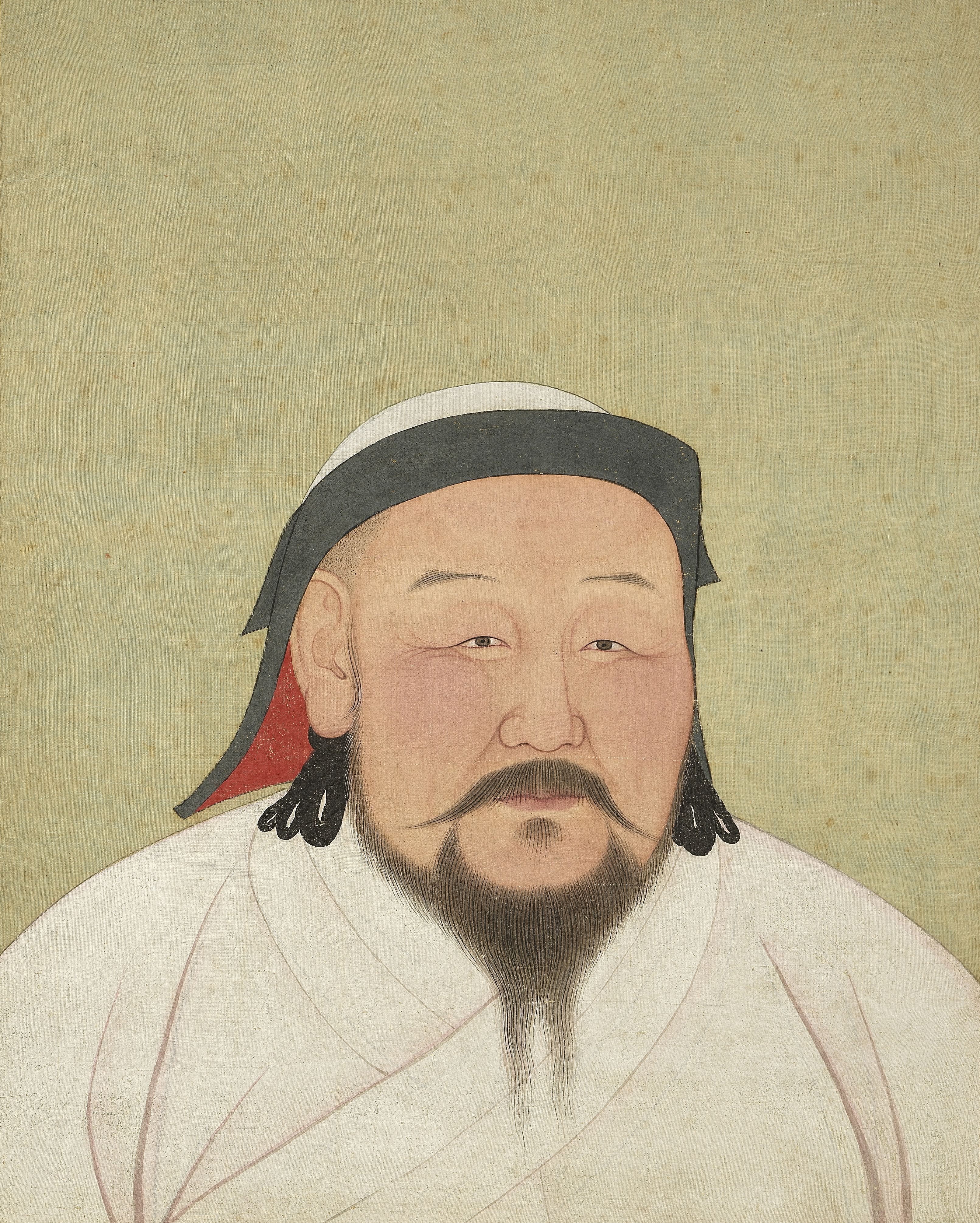
Bức họa Nguyên Thế Tổ Hốt Tất Liệt vào năm 1294

Ở một phần khác của Đế quốc, một người anh em khác của Húc Liệt Ngột và Mông Kha, là Hốt Tất Liệt lúc này đang ở Hoài Hà, Trung Quốc khi nghe hung tin về cái chết của Đại Hãn. Thay vì quay trở lại đế đô, ông tiếp tục tiến quân vào khu vực Vũ Xương, gần Trường Giang. Em trai của họ (Mông Kha, Húc Liệt Ngột và Hốt Tất Liệt) là A Lý Bất Ca (Ariqboke) đã lợi dụng sự vắng mặt của Húc Liệt Ngột và Hốt Tất Liệt, và sử dụng quyền hành của mình ở đế đô đã lấy được danh hiệu Đại Hãn cho chính mình. Các đại diện của tất cả các dòng tộc đã tuyên bố ông là lãnh đạo tại đại hội Hốt lý lặc thai ở Cáp Lạp Hòa Lâm. Khi Hốt Tất Liệt biết được điều này, ông triệu tập một đại hội Hốt lý lặc thai của mình ở Khai Phong, gần như tất cả các hoàng thân cấp cao và các na nhan (noyan) lớn ở miền Hoa Bắc và Mãn Châu đều ủng hộ ông thay vì A Lý Bất Ca.

#### Nội chiến
Các cuộc chiến đã nổ ra sau đó giữa quân đội của Hốt Tất Liệt và quân đội của A Lý Bất Ca, bao gồm các những lực lượng vẫn trung thành với triều đình trước đó của Mông Kha. Quân của Hốt Tất Liệt dễ dàng tiêu diệt những người ủng hộ A Lý Bất Ca, và chiếm quyền kiểm soát các chính quyền dân chính ở Mạc Nam. Những thách thức lớn hơn đến từ những người anh em họ của họ thuộc dòng Sát Hợp Đài. Hốt Tất Liệt phái A Thất Tất Cáp (Abishka, 阿必失哈), một hoàng thân thuộc dòng Sát Hợp Đài trung thành với ông, tới cai trị Sát Hợp Đài hãn quốc. Tuy nhiên A Lý Bất Ca đã bắt và hành hình A Thất Tất Cáp, đưa người của ông là A Lỗ Hốt (Alghu) lên nắm quyền ở đó. Chính quyền mới của Hốt Tất Liệt phong tỏa A Lý Bất Ca ở Mông Cổ để cắt các nguồn tiếp tế lương thực, gây ra một nạn đói. Cáp Lạp Hòa Lâm nhanh chóng thất thủ, song A Lý Bất Ca đã tập hợp lại quân đội và chiếm lại đế đô vào năm 1261.
Ở Y Nhi hãn quốc tại tây nam đế quốc, Húc Liệt Ngột trung thành với anh ruột là Hốt Tất Liệt, nhưng lại xung đột với người anh họ là Biệt Nhi Ca- người cai trị Kim Trướng hãn quốc ở phía tây bắc của Đế quốc, bắt đầu từ năm 1262. Những cái chết đáng ngờ của các hoàng thân dòng Truật Xích đang phục vụ cho Húc Liệt Ngột, sự phân chia chiến lợi phẩm không công bằng và hành động thảm sát người Hồi giáo của Húc Liệt Ngột đã làm tăng thêm sự giận dữ của Biệt Nhi Ca, người đã cân nhắc việc ủng hộ một cuộc nổi loạn của Vương quốc Gruzia chống lại Húc Liệt Ngột năm 1259-1260. Biệt Nhi Ca cũng liên minh với người Mamluk Ai Cập chống lại Húc Liệt Ngột, và ủng hộ người chống đối Hốt Tất Liệt là A Lý Bất Ca. Húc Liệt Ngột chết ngày 8 tháng 2 năm 1264. Biệt Nhi Ca cố gắng lợi dụng điều này và xâm phạm vào vùng đất của Húc Liệt Ngột, nhưng chính ông cũng chết trên đường hành quân, và vài tháng sau, A Lỗ Hốt Hãn của Sát Hợp Đài hãn Quốc cũng chết. Hốt Tất Liệt phong cho con trai Húc Liệt Ngột là A Ba Cáp (Abaqa) làm Hãn mới của Y Nhi Hãn Quốc, A Ba Cáp bắt đầu tìm kiếm các liên minh với ngoại quốc. Ông cố gắng thiết lập liên minh Pháp-Mông Cổ với người châu Âu để chống lại người Mamluk Ai Cập. Với Kim Trướng hãn quốc, Hốt Tất Liệt đã bổ nhiệm cháu nội của Bạt Đô là Mang Ca Thiếp Mộc Nhi (Mongke Temur). Còn A Lý Bất Ca đã đầu hàng Hốt Tất Liệt ở Thượng Đô vào ngày 21 tháng 4 năm 1264.

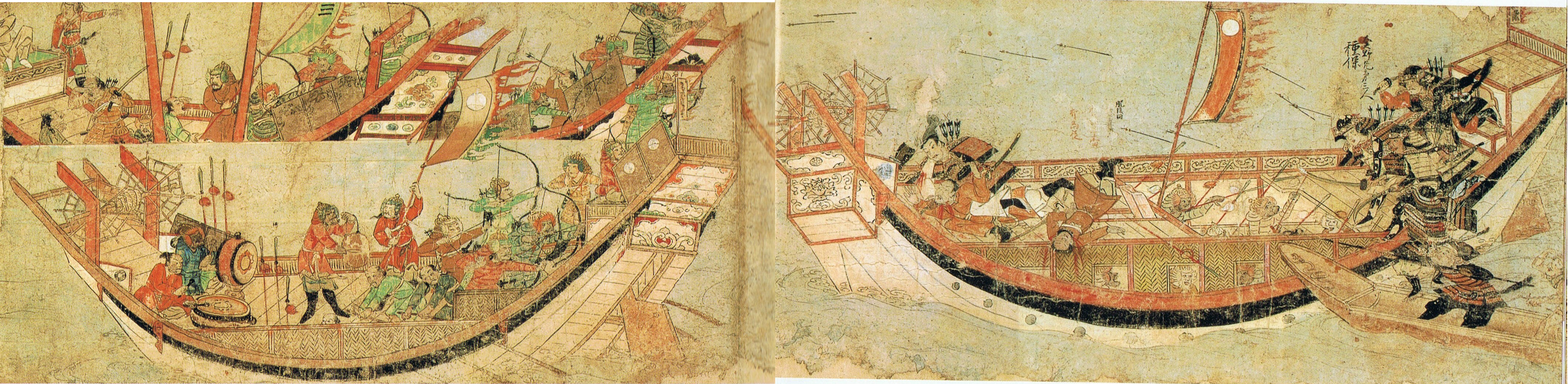
Tranh mô tả Hải chiến giữa quân Mông Cổ và quân Nhật Bản năm 1281

Ở phía nam, sau khi thành Tương Dương thất thủ năm 1273, quân Mông Cổ tiến hành các cuộc chinh phạt cuối cùng đối với Nam Tống. Vào năm 1271 trước đó, Hốt Tất Liệt đã đổi quốc hiệu chế độ mới của người Mông Cổ ở Trung Hoa là triều Nguyên, và cố gắng "Hán hóa" hình ảnh của ông như là một Hoàng đế Trung Hoa hợp lệ nhằm thu phục hàng triệu người Trung Quốc. Hốt Tất Liệt dời sở chỉ huy của mình đến Đại Đô, là nguồn gốc cho nơi mà sau này sẽ trở thành Bắc Kinh, mặc dù có sự tranh cãi về việc thành lập đế đô của ông khi phải di chuyển nhiều người Mông Cổ, những người cho rằng ông đang quá gắn bó với văn hóa Trung Hoa. Nhưng người Mông Cổ cuối cùng cũng thành công trong các chiến dịch đánh Trung Quốc, và hoàng tộc Nam Tống đã đầu hàng người Nguyên năm 1276, đưa Mông Cổ trở thành dân tộc phi Hán đầu tiên thống trị toàn bộ Trung Quốc. Hốt Tất Liệt sử dụng những cơ sở sẵn có của mình để xây dựng một Đế quốc hùng mạnh, xây dựng một học viện, các công thự, các thương cảng và các kênh đào. Ông cũng bảo trợ cho nghệ thuật và khoa học. Các tài liệu Mông Cổ liệt kê 20.166 trường học công được xây dựng trong thời gian Hốt Tất Liệt trị vì.
Đạt được quyền thống trị thực tế trên một lãnh thổ rộng lớn chiếm phần lớn lục địa Á-Âu, lại tiến hành chinh phục thành công toàn bộ Trung Hoa, Hốt Tất Liệt lúc này muốn tiến xa hơn nữa ra ngoài Trung Hoa. Tuy nhiên, những cuộc xâm lược tốn kém nhằm vào Miến Điện, Đại Việt, Cốt Ngôi và Chiêm Thành chỉ khiến cho các nước đó phải triều cống mà thôi (trường hợp Đại Việt là triều cống để giữ hòa hiếu sau khi các vua Trần Thánh Tông, Trần Nhân Tông đánh bại 2 cuộc xâm lược quy mô lớn của Mông-Nguyên các năm 1285 và 1287-1288). Những cuộc xâm lược Nhật Bản (1274 và 1280) và Java (1293) thì thất bại.
Na Hải (Nogai) và Khoa Tề (Konchi), hãn của Bạch Trướng hãn quốc, đã thiết lập các mối quan hệ thân thiết với triều Nguyên và Y Nhi hãn quốc. Những bất đồng chính trị trong nội bộ hoàng tộc Đại hãn vẫn tiếp diễn, nhưng kinh tế và các thành công về thương mại của Đế quốc Mông Cổ vẫn tiếp tục.

### Đấu tranh chính trị

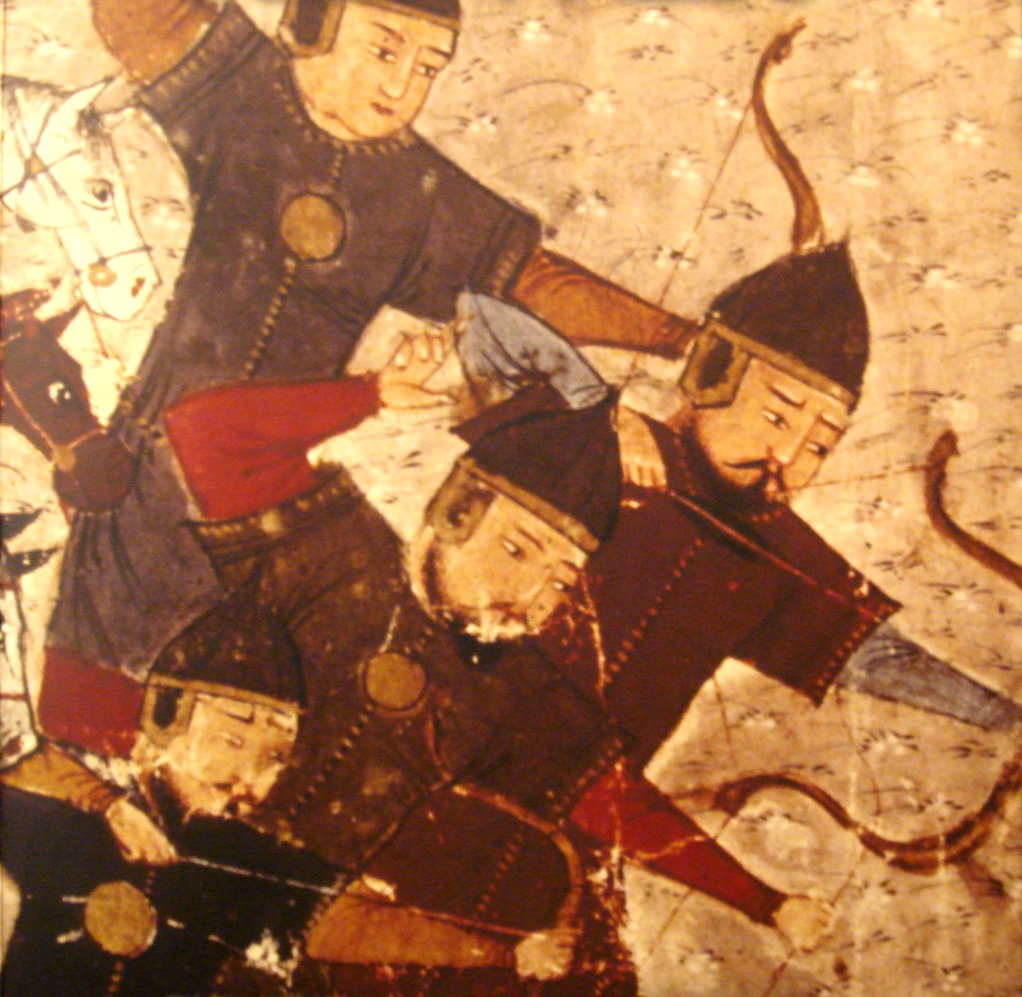
Tranh mô tả các cung thủ Mông Cổ

Những sự thay đổi lớn đã xảy ra tại Đế quốc vào những năm cuối thế kỉ 13. Hốt Tất Liệt Hãn đã qua đời vào năm 1294 sau khi chinh phục toàn bộ Trung Hoa và thành lập triều Nguyên, kế vị ông là người cháu nội là Thiết Mộc Nhĩ Hãn (Temur Khan) hay Nguyên Thành Tông, Nguyên Thành Tông tiếp tục những chính sách của Hốt Tất Liệt. Y Nhi hãn quốc tiếp tục duy trì sự trung thành với triều đình Nguyên, nhưng chính trong nội bộ của nó cũng xuất hiện những cuộc tranh giành quyền lực, một phần vì một cuộc tranh chấp với những phe phái Hồi giáo đang phát triển ở phần tây nam của Đế quốc. Khi Hợp Tán (Ghazan) lên làm Hãn của Y Nhi hãn quốc năm 1295, ông chính thức chấp nhận Hồi giáo là tôn giáo của mình, điều này đánh dấu một bước ngoặt trong lịch sử Mông Cổ. Kể từ đó, nước Ba Tư thuộc Mông Cổ ngày càng trở nên Hồi giáo hóa. Hợp Tán cũng tiếp tục thắt chặt mối quan hệ với triều Nguyên ở phía đông. Ông thấy rằng sẽ có ích về mặt chính trị nếu quảng bá quyền lực của Đại hãn ở đó, bởi vì Kim Trướng hãn quốc ở Nga đã cai trị Gruzia một thời gian dài. Trong vòng 4 năm, Hợp Tán bắt đầu cống nạp cho triều đình Nguyên và cũng kêu gọi các hãn khác thừa nhận Thiết Mộc Nhĩ Hãn là chúa tể. Đã có một chương trình trao đổi văn hóa và khoa học rộng lớn giữa Y Nhi hãn quốc và Đại Nguyên trong các thập kỉ sau đó.
Hợp Tán đã là một người Hồi giáo, nhưng ông vẫn tiếp tục những cuộc chiến của tổ tiên mình với người Mamluk Ai Cập, và tham khảo ý kiến những lão quân sư người Mông Cổ của ông bằng tiếng Mông Cổ mẹ đẻ của họ. Hợp Tán đánh bại người quân Mamluk trong trận Wadi al-Khazandar vào năm 1299, nhưng chỉ chiếm được Syria một thời gian ngắn. Sát Hợp Đài hãn quốc, dưới sự cai trị trên thực tế của Hải Đô (Kaidu), đã tiến hành những cuộc tấn công liên tục vào Khorasan, và điều này đã ngăn cản kế hoạch chinh phục Syria của Hợp Tán. Những cuộc tranh chấp chính trị cũng xảy ra ở Kim Trướng hãn quốc. Hải Đô gây chiến với cả Y nhi hãn quốc và triều Nguyên, và cố gắng gây ảnh hưởng của mình đối với Kim Trướng hãn quốc. Ông giúp đỡ người ủng hộ mình là Kobeleg chống lại Bá Nhan (Bayan), Hãn của Bạch Trướng hãn quốc- một bộ phận của Kim Trướng hãn quốc. Bá Nhan sau khi nhận được sự hỗ trợ quân sự từ triều đình Mông Cổ ở Nga, đã kêu gọi sự giúp đỡ từ Nguyên Thành Tông và Y Nhi hãn quốc để hội quân tấn công quân Hải Đô. Nguyên Thành Tông chấp thuận, và mở rộng những cuộc phản công đánh Hải Đô một năm sau đó. Sau một cuộc chiến khốc liệt với quân đội Nguyên Thành Công gần sông Zawkhan năm 1301, lão dũng sĩ Hải Đô qua đời, kế vị ông là Đốc Oa (Duwa).
Bất chấp việc có những xung đột với Hải Đô và Đốc Oa, Nguyên Thành Tông đã thiết lập mối quan hệ triều công đối với những người Shan hiếu chiến sau khi ông tiến hành các hoạt động quân sự tại Đông Nam Á từ năm 1297 đến 1303. Cuộc chiến này đánh dấu sự kết thúc của hành động mở rộng về phía nam của người Mông Cổ. Một số người Mông Cổ cố gắng giảm những mối bất hòa nội bộ, và thống nhất dưới sự cai trị của Nguyên Thành Tông. Đốc Oa, Hãn của Sát Hợp Đài hãn quốc, đề xướng một thỏa thuận hòa bình và thuyết phục dòng Oa Khoát Đài rằng "Những người Mông Cổ chúng ta hãy chấm dứt việc gây đổ máu lẫn nhau. Tốt hơn là nên đầu hàng Thiết Mộc Nhĩ Khả hãn". Tất cả các hãn quốc đã chấp nhận một hiệp ước hòa bình vào năm 1304 và thừa nhận quyền tối cao của Nguyên Thành Tông Thiết Mộc Nhĩ.
Những cuộc chiến mới giữa Đốc Oa và con trai Hải Đô là Sát Bát Nhi (Chapar, 察八兒) nổ ra một thời gian ngắn sau đó, nhưng với sự giúp đỡ của Nguyên Thành Tông, Đốc Oa đã đánh bại dòng Oa Khoát Đài. Thoát Thoát (Tokhta) của Kim Trướng hãn quốc cũng muốn tìm kiếm một nền hòa bình chung, đã phái 20.000 quân tới củng cố biên giới của triều Nguyên. Sau khi Thoát Thoát qua đời năm 1312, Nguyệt Tức Biệt (Öz Beg, tại vị 1313 – 1341) đã đoạt được ngai vàng của Kim Trướng hãn quốc và tiến hành ngược đãi những người Mông Cổ không theo Hồi giáo. Ảnh hưởng của triều Nguyên ở Kim Trướng hãn quốc bị triệt tiêu phần lớn và các cuộc xung đột ở biên giới giữa các Hãn quốc Mông Cổ lại bắt đầu. Các sứ thần của Nguyên Nhân Tông Ái Dục Lê Bạt Lực Bát Đạt (Ayurbarwada) đã hậu thuẫn con trai của Thoát Thoát chống lại Nguyệt Tư Biệt. Ở Sát Hợp Đài hãn quốc, Dã Tiên Bất Hoa (Esen Buqa I, tại vị 1309 – 1318) được trao ngôi vị Hãn sau khi đàn áp cuộc nổi dậy của các hậu duệ của Oa Khoát Đài và bắt Sát Bát Nhi đi lưu đày. Quân đội triều Nguyên và Y Nhi hãn quốc cuối cùng đã tấn công Sát Hợp Đài hãn quốc. Nhận thấy các lợi ích kinh tế và di sản của dòng dõi Thành Cát Tư Hãn, Nguyệt Tức Biệt đã thiết lập lại mối quan hệ thân thiện với người Nguyên vào năm 1326, đồng thời cũng xây dựng sức mạnh cho thế giới Hồi giáo, ông cho xây các thánh đường Hồi giáo và các công trình công cộng khác như nhà tắm công cộng.
Đến thập niên thứ hai của thế kỉ 14, các cuộc xâm lược của người Mông Cổ bắt đầu suy giảm. Năm 1323, Bất Tái Nhân Hãn (Abu Sa'id Khan, tại vị 1316 – 1335) của Y Nhi hãn quốc đã ký một hiệp ước hòa bình với Ai Cập. Theo đề nghị của ông, triều Nguyên đã trao thưởng cho người giám hộ của ông là Chupan danh hiệu tổng tư lệnh của tất cả các Hãn quốc Mông Cổ. Nhưng danh tiếng của Chupan cũng không giúp ông thoát chết vào năm 1327. Một cuộc nội chiến mới nổ ra ở Đại Nguyên năm 1327-1328, khi Sát Hợp Đài hãn là Yên Chỉ Cát Thai (Eljigidey, tại vị 1326 – 1329) hậu thuẫn Hòa Thế Lạt (Kusala), con trai của Nguyên Vũ Tông, thành Đại hãn. Hòa Thế Lạt được tôn là Đại hãn vào ngày 30 tháng 8 năm 1329 (tức Nguyên Minh Tông). Lo sợ ảnh hưởng của dòng Sát Hợp Đài đối với Đại Nguyên, một tướng người Kypchak đã đầu độc Hòa Thế Lạt, và trao quyền cho Đồ Thiếp Mục Nhĩ (Tugh Temur). Để được chấp thuận bởi các hãn quốc khác đối với chủ quyền của thế giới Mông Cổ, Nguyên Văn Tông Đồ Thiếp Mục Nhĩ, một ông vua giỏi ngôn ngữ và lịch sử Trung Hoa, đồng thời cũng là một thi nhân, thư pháp gia và họa sĩ, đã phái các hoàng thân thuộc dòng Thành Cát Tư Hãn và các hậu duệ của các tướng lĩnh Mông Cổ trứ danh trước kia tới Sát Hợp Đài hãn quốc, Y Nhi hãn quốc. Để đáp lại các sứ thần, họ đều chấp nhận cống nạp hàng năm. Nguyên Văn Tông Đồ Thiếp Mục Nhĩ cũng tặng những món quà lớn và ký một thỏa thuận với Yên Chỉ Cát Thai để xoa dịu ông ta. Từ thời Đồ Thiếp Mục Nhĩ, người Kypchak và người Alan thậm chí còn nắm được quyền lực cao hơn ở triều đình Nguyên. Giáo hoàng Gioan XXII được tặng một bị vong lục từ một nhà thờ phương Đông trong đó mô ta về Hòa bình kiểu Mông Cổ (Pax Mongolica) rằng "… Đại Hãn là một trong những hoàng đế vĩ đại nhất, và là chúa tể của tất cả các nước, như quốc vương của Almaligh (Sát Hợp Đài hãn quốc), hoàng đế Abu Said và Hãn Uzbek, đều là thần dân của Người, kính cẩn trước Người để bày tỏ lòng kính trọng. Hằng năm, 3 vị quân chủ này đều gửi cho chúa tể của họ các cống phẩm gồm báo, lạc đà, chim ưng cũng như các đồ châu báu. … Họ nhận Người như chúa tể tối cao của họ."
Dưới thời đại Hòa bình kiểu Mông Cổ, mậu dịch quốc tế và trao đổi văn hóa giữa châu Âu và châu Á trở nên hưng thịnh. Sự liên lạc giữa triều Nguyên ở Trung Hoa và Y nhi hãn quốc ở Ba Tư đã thúc đẩy trao đổi và buôn bán giữa đông và tây. Các mẫu hoa văn của vải dệt cung đình triều Nguyên có thể được tìm thấy ở phần kia của Đế quốc trên các đồ trang trí Armenia, cây cối và rau quả được di thực trên toàn Đế quốc, và các phát minh kĩ thuật được truyền bá từ các lãnh địa của người Mông Cổ tới phương Tây.

### Sụp đổ
Sau cái chết của Y Nhi hãn Bất Tái Nhân năm 1335, sự cai trị của người Mông Cổ tại Ba Tư rơi vào tình trạng hỗn loạn chính trị. Một năm sau, người kế vị của ông bị một thủ lĩnh người Oirat giết chết và Y Nhi hãn quốc bị phân chia giữa Sudus, Jalayir, Thoát Hợp Thiếp Mộc Nhi (Togha Temur) thuộc dòng Chuyết Xích Hợp Tác Nhi (Jo'chi Qasar) và các lãnh chúa người Ba Tư. Lợi dụng sự chia rẽ này, những người Gruzia đã đẩy lui người Mông Cổ khi một viên tướng người Duy Ngô Nhĩ là Eretna thiết lập một quốc gia độc lập (công quốc Eretna) ở Tiểu Á năm 1336. Sự suy vong của những kẻ khống chế người Mông Cổ khiến cho chư hầu luôn trung thành của họ là Vương quốc Cilicia của người Armenia bị đe dọa từ những người Mamluk.
Cùng với việc mất quyền cai trị ở Ba Tư, người Mông Cổ ở Trung Hoa và Sát Hợp Đài hãn quốc cũng lâm vào tình trạng hỗn loạn. Đại dịch Cái chết Đen khởi phát từ các lãnh địa của người Mông Cổ và sau đó lan đến châu Âu đã càng gia tăng tình trạng hỗn loạn. Đại dịch tàn khốc này đã tàn phá tất cả các hãn quốc, cắt đứt các mối liên hệ mậu dịch và gây ra cái chết của hàng triệu người.
Khi quyền lực của người Mông Cổ suy yếu, tình trạng hỗn loạn bùng phát khắp nơi. Kim Trướng hãn quốc mất tất cả các vùng đất ở phía tây (bao gồm Belarus và Ukraina ngày nay) về tay Ba Lan và Litva từ năm 1342 đến 1369. Các hoàng thân Hồi giáo và phi Hồi giáo của Sát Hợp Đài hãn quốc chém giết lẫn nhau từ 1331 - 1343. Nhưng Sát Hợp Đài hãn quốc chỉ bị tan rã khi những lãnh chúa không thuộc dòng Thành Cát Tư Hãn lập ra những vị hãn bù nhìn của họ ở Transoxiana và Moghulistan một cách riêng rẽ. Trát Nhi Biệt (Janibeg, tại vị 1342 - 1357) tái lập sự cai trị của dòng Truật Xích trong một thời gian ngắn đối với dòng Sát Hợp Đài để khôi phục lại vinh quang trước đây của dòng này. Với việc yêu cầu sự quy thuận từ một nhánh của Y Nhi hãn quốc ở Azerbaijan, ông ta khoác lác rằng "Hiện nay ba ulus đang nằm dưới quyền cai trị của ta". Tuy nhiên, các dòng họ đối thủ của dòng Truật Xích bắt đầu chiến tranh giành ngai vàng của Kim Trướng hãn quốc sau khi Biệt Nhi Địch Biệt (Berdibek), người kế vị của Trát Nhi Biệt, bị ám sát năm 1359. Hoàng đế cuối cùng của Nhà Nguyên là Nguyên Huệ Tông Thỏa Hoan Thiết Mộc Nhĩ (Toghan Temür, tại vị 1333 - 1370) bất lực trong việc điều chỉnh những vấn đề này vì Đế quốc đang đi đến hồi kết của nó. Đồng tiền trong thời của ông lên đến mức siêu lạm phát theo đường xoắn ốc và người Hán đã nổi dậy chống lại sự cai trị hà khắc của triều Nguyên. Vào những năm 1350, Cao Ly Cung Mẫn vương đã đánh bại quân đồn trú Mông Cổ và đã tiêu diệt gia khuyến của hoàng hậu của Nguyên Huệ Tông trong khi Đại Tư Đồ Giáng Khúc Kiên Tán (Tai Situ Changchub Gyaltsen) đã cố gắng triệt tiêu các ảnh hưởng của người Mông Cổ ở Tây Tạng.
Càng ngày càng cô lập với thần dân, người Mông Cổ nhanh chóng để mất phần lớn Trung Hoa vào tay lực lượng quân Minh khởi nghĩa vào năm 1368 và phải bỏ chạy về quê hương Mông Cổ của họ. Sau khi triều Nguyên bị lật đổ, Kim Trướng hãn quốc đã không còn liên hệ với Mông Cổ và Trung Quốc, trong khi hai phần chính của Sát Hợp Đài hãn quốc thì bị Timur (Tamerlane) tiêu diệt. Kim Trướng hãn quốc bị tan vỡ thành các trướng quốc Đột Quyết nhỏ hơn và dần dần suy giảm quyền lực qua bốn thế kỉ. Trong số các hãn quốc đó, Đại Trướng tồn tại đến năm 1502, khi một trong số những thể chế nối tiếp của nó là Hãn quốc Krym cướp phá Sarai. Tàn dư của triều Nguyên, được gọi là Bắc Nguyên, tiếp tục thống trị Mông Cổ đến năm 1635 khi những người bán du mục Nữ Chân từ Mãn Châu tiêu diệt họ. Những người Khách Nhĩ Khách (Khalkha) nằm dưới sự cai quản của dòng dõi Thành Cát Tư Hãn, và những thần dân cũ của họ- người Mông Cổ Oirat đã để mất độc lập vào tay triều Thanh tương ứng vào năm 1691 và 1755. Hãn quốc Krym bị sáp nhập vào Đế quốc Nga năm 1783.

## Quân đội
Số quân mà người Mông Cổ tập trung là chủ đề trong một số tranh luận học thuật, song ít nhất là 105.000 vào năm 1206. Sự tổ chức quân đội của người Mông Cổ đơn giản mà hiệu quả, dựa trên hệ thống thập phân. Khi đó, quân đội được xây dựng từ các tổ gồm 10 người gọi là arbat; 10 arbat lập thành một đại đội 100 người gọi là zuut; 10 zuut tạo thành một trung đoàn gồm 1000 người gọi là myanghan, và 10 myanghan lập thành một sư đoàn gồm 1 vạn người gọi là tumen. Trong một trận đánh, quân Mông Cổ sử dụng sự hợp đồng tác chiến chặt chẽ giữa các cánh quân. Tuy họ nổi tiếng với kị binh bắn cung, các lực lượng dùng giáo của họ cũng thiện chiến không kém và cũng góp phần quan trọng cho thành công, họ cũng tuyển thêm các tài năng quân sự từ các thành phố mà họ chinh phục được. Với quân đoàn công trình sư và pháo thủ người Hán giàu kinh nghiệm, là các chuyên gia trong việc dựng các máy bắn đá, máy lăng đá và các loại máy khác, người Mông Cổ có thể bố trí bao vây các vị trí kiên cố, đôi khi dựng máy móc tại chỗ bằng nguồn lực bản địa sẵn có.
Kỷ luật quân đội là điều tạo nên sự khác biệt giữa quân Mông Cổ và các đội quân khác. Quân Mông Cổ được huấn luyện, tổ chức, và trang bị cho mục tiêu tốc độ và tính cơ động. Để làm tối đa tính cơ động, binh sĩ Mông Cổ được trang bị giáp tương đối nhẹ so với nhiều đội quân mà họ đối đầu. Ngoài ra, việc binh sĩ Mông Cổ hoạt động độc lập với các tuyến hậu cần đã làm tăng đáng kể tốc độ di chuyển của quân đội. Kỷ luật được huấn luyện theo truyền thống săn bắn cổ (nerge) với các nhóm nhỏ, trong đó các chiến binh trải rộng theo tuyến, bao vây toàn bộ khu vực. Mục tiêu là để không cho phép một cá thể động vật nào trốn thoát và để giết hết chúng.

Tranh vẽ cổ về những kẻ thống trị người Mông Cổ

Một ưu điểm khác của quân Mông Cổ là khả năng di chuyển xa thậm chí trong thời tiết mùa đông khắc nghiệt; đặc biệt, các dòng sông băng đã đóng vai trò như các con đường cao tốc tới các vùng đô thị lớn bên bờ sông. Bên cạnh kỹ năng vây thành, quân Mông Cổ còn thích ứng được với các công trình thủy, vượt sông Sajó trong điều kiện lũ mùa xuân với 3 vạn kỵ binh trong đúng một đêm trong trận Mohi (tháng 4, 1241), đánh bại quốc vương Hungary Béla IV. Tương tự, trong cuộc tấn công các quốc vương Muhammad II của Khwarezm, quân Mông Cổ đã dùng một đội tàu nhỏ gồm các sà lan để chặn việc rút chạy theo đường sông.
Quân Mông Cổ nổi tiếng với sức mạnh quân sự trên bộ, họ hiếm khi sử dụng sức mạnh hải quân và chỉ có một vài ngoại lệ. Trong thập niên 1260 và 1270, họ đã sử dụng sức mạnh trên biển khi chinh phục Nam Tống, song họ đã không thể tiếp nối thành công bằng các chiến dịch vượt biển tấn công Nhật Bản. Ở khu vực Đông Địa Trung Hải, các chiến dịch của họ gần như chỉ được tiến hành trên bộ, và các vùng biển do Thập tự quân và quân Mamluk kiểm soát.
Tất cả các chiến dịch quân sự đều được chuẩn bị cẩn trọng trong việc lập kế hoạch, trinh sát, thu thập các thông tin nhạy cảm liên quan đến các vùng lãnh thổ và lực lượng của đối phương. Thành công, tổ chức và tính cơ động của quân Mông Cổ cho phép họ đánh cùng lúc nhiều mặt trận. Tất cả nam giới tuổi từ 15 đến 60 và có khả năng tham gia sự huấn luyện khắc nghiệt đều thuộc diện cưỡng bách tòng quân, một vinh dự trong truyền thống chiến binh bộ lạc.

## Xã hội

### Pháp luật và cai quản
Đế quốc Mông Cổ được cai trị theo các bộ luật do Thành Cát Tư Hãn đặt ra, gọi là Yassa, nghĩa là "điều lệnh" hay "chiếu chỉ". Một tiêu chuẩn đặc thù của bộ luật này là những người có cấp bậc cũng phải chia sẻ khó khăn gian khổ như những thường dân. Nó cũng áp đặt những hình thức xử phạt khắc nghiệt, ví dụ áp dụng hình thức xử tử đối với những kỵ binh nào đang theo sau một kỵ binh khác mà không nhặt những gì mà người kỵ binh đi đằng trước đánh rơi. Hình phạt xử tử cũng áp dụng đối với việc cưỡng hiếp hay ở một mức độ nào đó là hành vi việc giết người. Nói chung, kỷ luật chặt chẽ đã tạo ra một Đế quốc Mông Cổ cực kì an toàn và hoạt động tốt; Những khách lữ hành người Âu đều ngạc nhiên vì sự tổ chức và tính kỷ luật nghiêm ngặt của những người dân trong Đế quốc Mông Cổ.
Theo luật Yassa, lãnh đạo và tướng lĩnh được lựa chọn dựa trên phẩm chất, sự khoan dung tôn giáo được đảm bảo, và việc trộm cắp hay phá hoại tài sản công dân bị nghiêm cấm hoàn toàn.
Đế quốc được cai trị bởi một hội đồng trung ương phi dân chủ theo kiểu nghị viện, gọi là Hốt lý lặc thai (Kurultai), trong đó các chỉ huy Mông Cổ diện kiến Đại hãn để bàn về những vấn đề đối nội và đối ngoại. Các đại hội Hốt lý lặc thai cũng được triệu tập để bầu Đại hãn mới.
Thành Cát Tư Hãn rất khoan dung với các tôn giáo khác, và không bao giờ xử tội một người nào vì niềm tin tôn giáo của họ. Điều này có liên hệ với văn hóa và tư tưởng tiến bộ của họ. Một số sử gia trong thế kỉ 20 nhận định rằng đó là một chiến lược quân sự đúng đắn, như khi ông đang tiến hành chiến tranh với Sultan Muhammad của Đế quốc Khwarezm, các lãnh tụ Hồi giáo khác đã không tham gia vào việc chống lại ông - họ xem đó chỉ là một phi thánh chiến giữa 2 cá nhân mà thôi.
Trên toàn đế quốc, các con đường giao thương và một hệ thống thư tín có phạm vi rộng (yam) được thiết lập. Nhiều thương nhân, người đưa thư và khách lữ hành từ Trung Hoa, Trung Đông và châu Âu đã sử dụng hệ thống này. Thành Cát Tư Hãn cũng cho tạo ra một quốc ấn, khuyến khích việc sử dụng chữ cái Mông Cổ, và miễn thuế cho các giáo viên, luật gia, và các nghệ sĩ, mặc dù tất cả các đối tượng khác của đế quốc bị đánh thuế nặng.
Đồng thời, bất cứ sự chống đối nào đối với sự cai trị của người Mông Cổ đều bị trừng trị tàn khốc. Các thành phố bị chiếm và dân chúng trong thành đều bị thảm sát nếu họ không tuân theo mệnh lệnh của người Mông Cổ.

### Tôn giáo

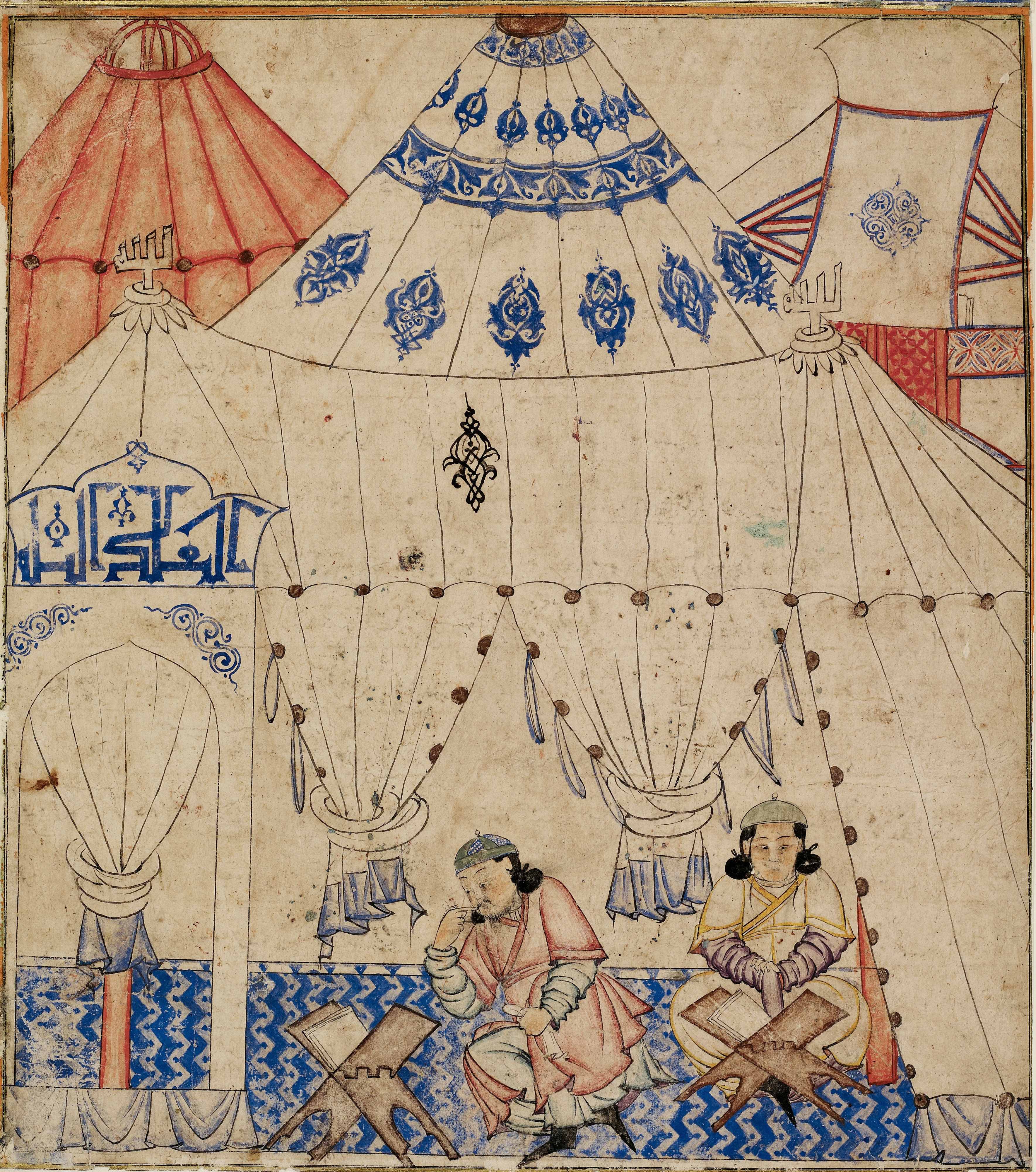
Tranh mô tả Hợp Tán Hãn đang học kinhQuran

Người Mông Cổ đều rất hào phóng với hầu hết các tôn giáo, và điển hình là bảo trợ cho nhiều tôn giáo cùng một lúc. Dưới thời Thành Cát Tư Hãn, hầu như mọi tôn giáo đều có những người cải đạo, từ Phật giáo tới Cơ-đốc giáo, và từ Minh giáo tới Hồi giáo. Để tránh xung đột, Thành Cát Tư Hãn thành lập một thể chế để đảm bảo tự do tôn giáo hoàn toàn, mặc dù bản thân ông là người theo Shaman giáo (Vu-hích-tông giáo). Dưới sự cai trị của ông, tất cả các lãnh đạo tôn giáo đều được miễn thuế, và không phải trả các dịch vụ công cộng.
Ban đầu, người Mông Cổ có rất ít địa điểm chính thức cho việc cầu nguyện và thờ phụng do lối sống của dân du mục. Tuy nhiên, dưới thời Oa Khoát Đài, nhiều dự án xây dựng được triển khai ở Cáp Lạp Hòa Lâm. Cùng với những cung điện, Oa Khoát Đài cũng xây các nhà cầu nguyện cho những tín đồ Phật giáo, Hồi giáo, Cơ-đốc giáo và Đạo giáo. Tôn giáo chiếm ưu thế vào thời điểm đó là Shaman giáo, Tengri giáo (Đằng-cách-lý giáo) và Phật giáo, mặc dù vợ Oa Khoát Đài là một người Mông Cổ theo Cảnh giáo. Cuối cùng, ba trong bốn hãn quốc chính đều theo Hồi giáo.

### Nghệ thuật và văn học
Tác phẩm cổ nhất bằng tiếng Mông còn tồn tại là Mông Cổ bí sử, được viết cho hãn tộc sau khi cái chết của Thành Cát Tư Hãn vào năm 1227. Đây là tư liệu bản địa quan trọng nhất về cuộc sống và phả hệ của Thành Cát Tư Hãn, bao gồm nguồn gốc và thời thơ ấu của ông, thông qua việc thành lập Đế quốc Mông Cổ và sự trị vì của con trai ông là Oa Khoát Đài. Một tác phẩm kinh điển khác của đế quốc là Jami' al-tawarikh (Sử tập). Nó được lệnh biên soạn của A Bát Cáp Hãn, theo hình thức văn kiện lịch sử của toàn thế giới, để giúp thiết lập di sản văn hóa riêng của người Mông Cổ. Với hàng trăm các trang minh họa, nó thực sự là một trong những văn bản lịch sử thế giới đầu tiên.

### Hệ thống thư tín

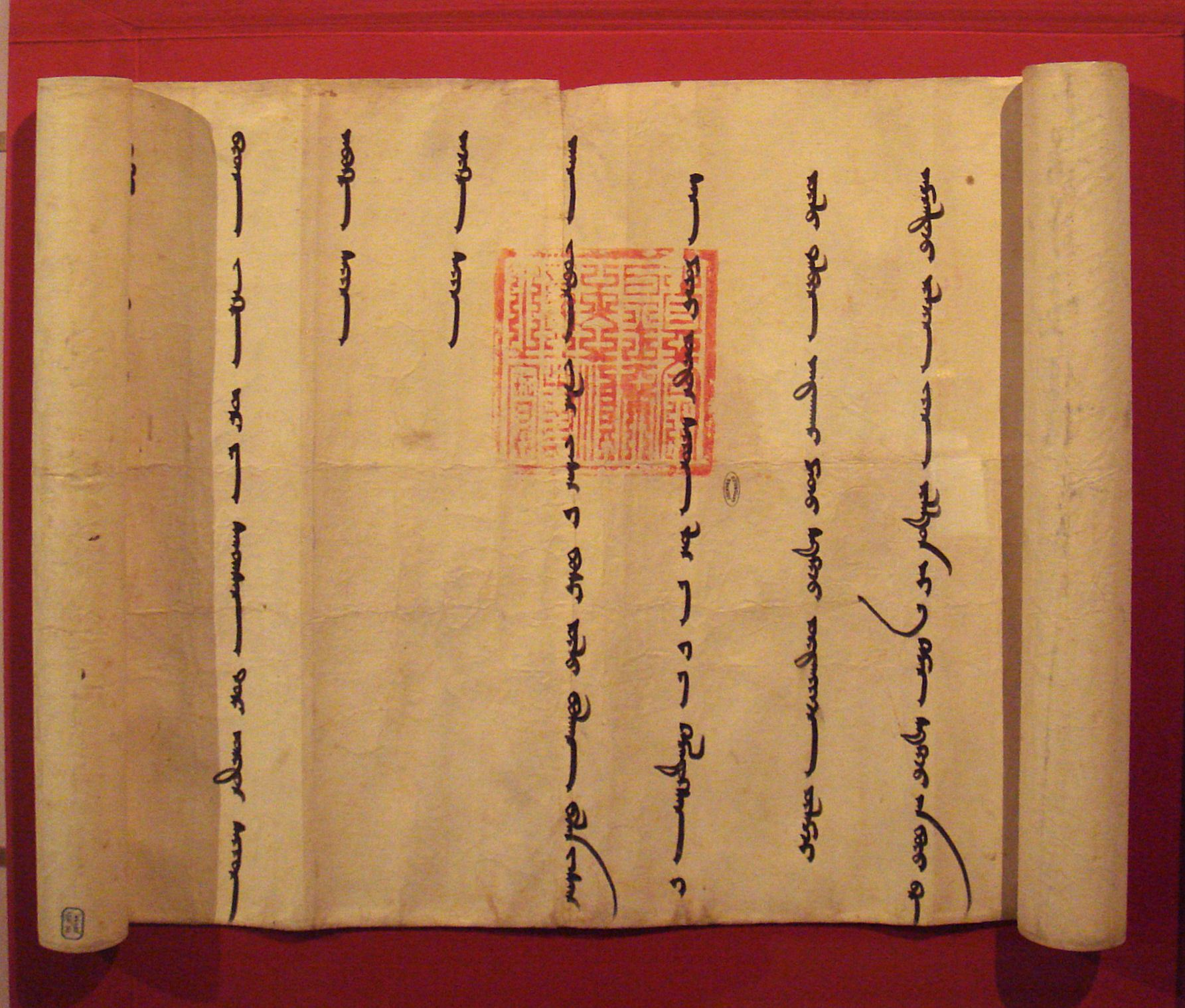
Bức thư do Y Nhi hãn Hoàn Giả Đô (Öljaitü) gửi cho vua Philippe IV của Pháp vào năm 1305

Đế quốc Mông Cổ có một hệ thống thư tín mưu trí và hiệu quả ở thời điểm đó, thường được các học giả gọi là Yam. Hệ thống có những đội chuyển thư tiếp sức được trang bị tốt và đầy đủ được gọi là örtöö, có mặt khắp nơi trên Đế quốc Mông Cổ. Hệ thống yam về sau được lặp lại ở Hoa Kỳ dưới hình thức Pony Express. Một người đưa thư điển hình phải di chuyển 40 km giữa 2 trạm kế tiếp nhau, và người này có thể nhận được một con ngựa mới, đã được nghỉ ngơi hoặc là đưa thư đó cho người tiếp theo để đảm bảo tốc độ chuyển thư nhanh nhất có thể. Thông thường người này có thể di chuyển 200 km mỗi ngày, nhanh hơn kỷ lục nhanh nhất được ghi nhận của Pony Express vào 600 năm sau.
Thành Cát Tư Hãn và người kế vị ông là Oa Khoát Đài cũng tiến hành xây dựng các con đường, một trong số đó cắt qua dãy núi Altai. Sau khi lên ngôi Đại Hãn, ông đã tổ chức hệ thống đường sá và ra lệnh cho Sát Hợp Đài hãn quốc và Kim Trướng Hãn quốc nối với các con đường ở phần tây của Đế quốc. Để giảm sức ép cho các hộ dân, ông đã thiết lập các trạm trung chuyển kèm với các hộ dân cách nhau 40 km. Bất cứ ai có paiza (bài tử) mới được phép cấp ngựa tiếp sức và được cung cấp một khẩu phần ăn đặc biệt, nhưng những người mang các thư tín đặc biệt liên quan đến quân sự thì có thể sử dụng Yam mà không cần paiza. Tin về cái chết của Thành Cát Tư Hãn ở Cáp Lạp Hòa Lâm được chuyển tới lực lượng Mông Cổ của Bạt Đô Hãn ở Trung Âu trong vòng 4-6 tuần là nhờ có Yam.
Hốt Tất Liệt Hãn, người sáng lập triều Nguyên, đã xây dựng các trạm trung chuyển đặc biệt cho các đại thần cấp cao, cũng như các trạm bình thường có lữ quán. Trong suốt thời kỳ Hốt Tất Liệt, hệ thống thông tin của triều Nguyên bao gồm khoảng 1.400 trạm trung chuyển, sử dụng 50.000 con ngựa, 8.400 bò, 6.700 la, 4.000 xe bò/ngựa và 6.000 thuyền. Ở Mãn Châu và nam Siberia, người Mông Cổ vẫn sử dụng các đội xe trượt tuyết do chó kéo cho hệ thống Yam. Ở Y Nhi hãn quốc, Hợp Tán đã khôi phục lại hệ thống trung chuyển đang suy tàn ở vùng Trung Đông trên một phạm vi giới hạn. Ông đã xây dựng một số lữ quán và ban lệnh rằng chỉ có những sứ thần đế quốc mới được nhận lương để trang trải chi phí. Dòng Truật Xích ở Kim Trướng hãn quốc đã cấp tiền cho hệ thống yam nhờ vào một loại thuế đặc biệt.

## Nhận định
Trong lịch sử thế giới trung đại chưa có đế quốc nào nổi lên với mức độ thành công như thế, người Mông Cổ hầu hết trải qua chiến thắng trong mọi cuộc chinh phục mà ít khi nếm trải thất bại. Nguyên nhân thành công của họ là nhờ sở hữu và sử dụng lực lượng quân sự hiệu quả nhất lục địa Á-Âu thời bấy giờ. Người lính Mông Cổ được huấn luyện ngay từ nhỏ với kỹ năng cưỡi ngựa, chiến đấu và phối hợp nhóm thành thạo, khả năng chịu đựng điều kiện khắc nghiệt của tự nhiên cao độ. Đặc biệt trọng tính cơ động, linh hoạt và tốc độ  chưa từng thấy trong bất kỳ đội quân nào trong lịch sử.
Bí quyết thành công của họ còn nằm ở việc biết thu nạp người tài từ thợ rèn cho tới quân sư của địa phương bị chinh phục  với chế độ đãi ngộ rất tốt, đồng thời khủng bố tàn khốc kẻ thù nếu không thuận theo ý họ, khiến nhiều người phải chọn lựa thay vì chống lại vô ích sẽ có lợi hơn khi đi theo Mông Cổ. Các chiến thắng liên tục cũng thúc đẩy tinh thần quân Mông Cổ tự tin, kiêu hãnh và ngang tàn trong hơn một thế kỷ nổi lên chinh phục của họ. Ngoài ra, kẻ chinh phục Mông Cổ dùng cả dịch bệnh từ xác chết để hỗ trợ không kém sự hung hãn tàn phá bằng quân đội.
Tuy vậy, Mông Cổ có những nhược điểm nhất định, họ là đế chế nổi lên nhưng thiếu nền tảng của một nền văn minh hay ít ra là một nền văn hóa mạnh mẽ. Điều này khiến họ mau chóng bị đồng hóa vào các địa phương đã chiếm. Người Mông Cổ dần bị tiêm nhiễm sự đa dạng về văn hóa, tôn giáo, thậm chí là nhân chủng và ngôn ngữ trên lục địa Á-Âu, khiến cho những cội rễ tinh thần và sức mạnh cố kết đế chế bị mất đi. Bởi vì quá trình đó không chỉ làm mất đi tính thống nhất dân tộc đi chinh phục mà còn làm cho họ phân thành những kẻ bị đồng hóa khác nhau vào những xã hội khác nhau.
Quân đội Mông Cổ cũng không phải bách chiến bách thắng, họ thất bại ở Đại Việt, Nhật Bản, Nam Dương, điều đó cho thấy quân Mông Cổ nổi tiếng không thạo hải quân, họ giỏi chiến đấu trên mặt đất hơn, vốn là điều kiện quen thuộc mà người lính Mông Cổ rèn luyện từ nhỏ.